# Bundestagswahl 2021
- Linke: 39
- SPD: 206
- Grüne: 118
- SSW: 1
- FDP: 92
- Union: 197
- AfD: 83

- Regierung: 416
(SPD, Grüne, FDP)
- Opposition: 320

- Regierung: 325
(SPD, Grüne)
- Opposition: 408

Die Bundestagswahl am 26. September 2021 – mit teilweiser Wiederholung am 11. Februar 2024 in Berlin – war die Wahl zum 20. Deutschen Bundestag. Die Wahlbeteiligung betrug 76,6 % (nach Wiederholungswahl in Berlin 76,4 %; 2017: 76,2 %), die Briefwahlquote 47,3 % (2017: 28,6 %).

Ergebnisse der Bundestagswahlen 1949–2021 und anschließend gebildete Regierungen

Verlauf 1949–2021 der realen Anteile der Parteien und der Nichtwähler. 2009 und 2021 gab es mehr Nichtwähler als Wähler von SPD oder Union

Der Bundestagswahl 2017 waren längere Verhandlungen gefolgt und ab März 2018 das Kabinett Merkel IV als dritte Große Koalition aus CDU/CSU und SPD unter Bundeskanzlerin Angela Merkel. Sie hatte bereits Ende Oktober 2018 ankündigt, sich mit der Wahl 2021 aus der Politik zurückzuziehen.
Bei der Wahl 2021 erreichten SPD und Union gemeinsam das erste Mal bei einer Bundestagswahl mit 49,8 % weniger als die Hälfte der gültigen Zweitstimmen. Stärkste Kraft mit 25,7 % wurde die SPD mit einem Stimmenrückgewinn von über fünf Prozentpunkten gegenüber der Bundestagswahl 2017, der nach Meinungsumfragen erst in den letzten beiden Monaten vor der Wahl zustande gekommen war. Die Union verlor mehr als ein Viertel ihrer Zweitstimmen und musste mit 24,1 % das schlechteste Bundestagswahlergebnis ihrer Geschichte hinnehmen, zudem wurden nur noch 143 Direktmandate gewonnen (SPD 121).
Die Grünen erreichten mit einer Steigerung um fast sechs Prozentpunkte ihr bestes Ergebnis bei einer Bundestagswahl und errangen die bislang höchste Anzahl von 16 Direktmandaten. Leicht hinzugewinnen konnte die FDP. Verluste gegenüber dem Ersteinzug verzeichnete die AfD, die sich insgesamt als zweistellig etablierte und in den neuen Bundesländern 16 Direktmandate gewann. Die Linke blieb unter der Fünf-Prozent-Hürde, konnte aber mit drei Direktmandaten über die Grundmandatsklausel mit 39 Mandaten ins Parlament einziehen. Der von der Sperrklausel ausgenommene Südschleswigsche Wählerverband (SSW) erhielt erstmals nach 1949 einen Sitz.
Der 20. Deutsche Bundestag konstituierte sich am 26. Oktober 2021 mit 736 Sitzen, so viel wie nie zuvor.
Nach verschiedenen Sondierungen einigten sich SPD, Grüne und FDP auf ein gemeinsames Regierungsprogramm, auf den Zuschnitt der Ministerien und darauf, welche Partei welche Ministerposten besetzen sollte, so dass die Koalitionsverhandlungen am 24. November 2021 endeten und der Koalitionsvertrag am 7. Dezember 2021 unterschrieben wurde. Am 8. Dezember 2021 wählte der 20. Deutsche Bundestag Olaf Scholz zum neuen Bundeskanzler. Er und die von ihm dem Bundespräsidenten vorgeschlagenen Minister erhielten noch am gleichen Tag von Bundespräsident Frank-Walter Steinmeier ihre Ernennungsurkunden und wurden vor dem Bundestag vereidigt. Das Kabinett Scholz war die erste „Ampelkoalition“ auf Bundesebene. Aufgrund interner Querelen zerbrach die Koalition am 6. November 2024. Danach regierte eine rot-grüne Minderheitsregierung bis zur Ernennung von Friedrich Merz zum neuen Bundeskanzler.
Am 19. November 2021 hatte der Bundeswahlleiter wegen Unregelmäßigkeiten in Berlin Einspruch gegen die Gültigkeit der Wahl in sechs Berliner Wahlkreisen eingelegt. Nach einem Urteil des Bundesverfassungsgerichts wurde in 455 Berliner Wahlbezirken am 11. Februar 2024 erneut abgestimmt. Daraufhin wurden einige Mandate umverteilt.

## Wahlrecht und Organisation

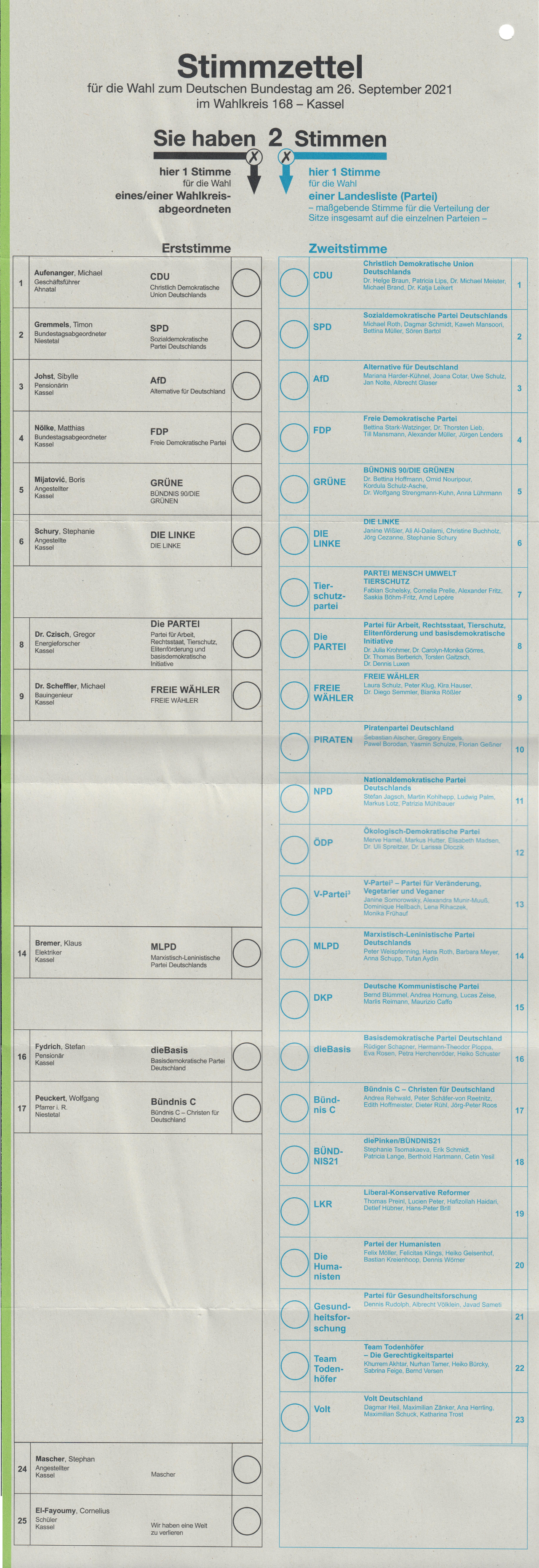
Stimmzettel zur Bundestagswahl im Wahlkreis 168 (Kassel)

### Termin
Gemäß Artikel 39 des Grundgesetzes musste die Wahl frühestens 46, spätestens 48 Monate nach der konstituierenden Sitzung des 19. Deutschen Bundestages (am 24. Oktober 2017) stattfinden. Der Wahltag muss ein Sonntag oder ein bundesweiter gesetzlicher Feiertag sein (§ 16 Bundeswahlgesetz); mögliche Wahltermine waren die Sonntage 29. August, 5., 12., 19., 26. September, 3., 10., 17. oder 24. Oktober 2021.
Im Dezember 2020 bestimmte Bundespräsident Frank-Walter Steinmeier per Anordnung den 26. September 2021 zum Wahltag. Bundesinnenminister Horst Seehofer hatte dieses Datum vorgeschlagen, nachdem die Bundesländer und die im Bundestag vertretenen Parteien sich mehrheitlich für diesen Tag ausgesprochen hatten und der Bundeswahlleiter keine Einwände erhoben hatte.
Die Wahl zum Abgeordnetenhaus und den Bezirksverordnetenversammlungen in Berlin und die Landtagswahl in Mecklenburg-Vorpommern wurden am selben Tag abgehalten. Die Kommunalwahlen in Niedersachsen fanden zwei Wochen zuvor statt, sodass Stichwahlen parallel zur Bundestagswahl durchgeführt werden konnten.
Eine vorgezogene Landtagswahl in Thüringen war zeitweilig ebenfalls auf den 26. September 2021 terminiert, am 16. Juli 2021 wurde dieser Termin jedoch gestrichen.

### Wahlrechtsreform
Aufgrund des Wahlsystems und von Meinungsumfragen, die eine gleichmäßigere Stimmenverteilung als bei allen vorherigen Wahlen erwarten ließen, zeichnete sich im Vorfeld ab, dass bei dieser Wahl so viele Abgeordnete wie nie zuvor ins Parlament einziehen könnten. Darum forderten alle im Bundestag vertretenen Parteien grundsätzlich eine Änderung des Wahlrechts. Eine grundlegende Einigung in der noch laufenden 19. Legislaturperiode unterblieb jedoch. Beschlossen wurde, die Zahl der ausgeglichenen Überhangmandate zu reduzieren, indem bis zu drei Überhangmandate nicht mehr berücksichtigt werden. Die Zahl der Wahlkreise soll erst 2024 von 299 auf 280 sinken. Gegen diese von der Großen Koalition im Oktober 2020 forcierte Wahlrechtsreform reichten die Fraktionen von FDP, Die Linke und Bündnis 90/Die Grünen Anfang Februar 2021 Normenkontrollklage beim Bundesverfassungsgericht ein, da sie die Änderung als Verstoß gegen die Chancengleichheit der Parteien und den Grundsatz der Gleichheit einer Wahl sahen.
Ein Eilantrag im August 2021 wurde abgelehnt, und auch im Hauptsacheverfahren entschied das Bundesverfassungsgericht im November 2023, dass die Wahlrechtsreform mit dem Grundgesetz vereinbar ist.

### Wahlkreiseinteilung
Das Bundesgebiet war 2021 wie seit der Bundestagswahl 2002 üblich in 299 Wahlkreise eingeteilt (Bundeswahlgesetz (BWG) vom 25. Juni 2020). Im Vergleich zur Bundestagswahl 2017 wurden dabei 17 Wahlkreise neu abgegrenzt.

### Wahlbeobachter
Die OSZE entsandte vier Wahlbeobachter.

### Wahlberechtigte
Wahlberechtigt waren deutsche Staatsbürger, die am Wahltag mindestens 18 Jahre alt waren, seit mindestens drei Monaten eine Wohnung in Deutschland hatten oder sich dort sonst gewöhnlich aufhielten und nicht vom Wahlrecht ausgeschlossen waren. Seit einer Entscheidung des Bundesverfassungsgerichts aus dem Jahr 2019 dürfen auch behinderte und gleichzeitig unter rechtlicher Betreuung stehende, schuldunfähige sowie psychisch kranke Menschen an der Bundestagswahl teilnehmen. Die Begründung dafür ist, dass kein Bürger vom Wahlrecht ausgeschlossen werden darf. Die kurz darauf vom Bundestag verabschiedete Reform des Wahlrechts betraf circa 85.000 Deutsche, die bei der Bundestagswahl 2021 zum ersten Mal ihre Stimme abgeben durften.
Bei Vorliegen der sonstigen Voraussetzungen waren auch im Ausland lebende Deutsche wahlberechtigt, die nach Vollendung ihres 14. Lebensjahres mindestens drei Monate ununterbrochen in Deutschland eine Wohnung innegehabt oder sich sonst gewöhnlich aufgehalten haben und dieser Aufenthalt nicht länger als 25 Jahre zurückliegt oder die „aus anderen Gründen persönlich und unmittelbar Vertrautheit mit den politischen Verhältnissen in der Bundesrepublik Deutschland erworben haben und von ihnen betroffen sind.“ Wahlberechtigte ohne Wohnung in Deutschland wurden nur auf Antrag ins Wählerverzeichnis aufgenommen.

### Briefwahl
Der Anteil der Briefwähler stieg um 18,7 Prozentpunkte auf 47,3 %. Am höchsten war er in Bayern (62,4 %), Rheinland-Pfalz (60,9 %) und Hamburg (51,3 %), am niedrigsten in Thüringen (32,4 %), Schleswig-Holstein (33,1 %) und Niedersachsen (33,6 %).

## Ausgangslage

### Vorherige Bundestagswahl
An der Bundestagswahl 2017 beteiligten sich 76,2 % der wahlberechtigten Deutschen.
Dabei wurden die Unionsparteien mit 32,9 % der Zweitstimmen stärkste Kraft. Auf die Christlich Demokratische Union Deutschlands (CDU) entfielen dabei 26,8 % und auf die Christlich-Soziale Union in Bayern (CSU) 6,1 %. Für die Union war es das zweitschlechteste Ergebnis bei einer Bundestagswahl, das schlechteste Wahlergebnis hatte sie im Jahr 1949 mit 31,0 %.
Die Sozialdemokratische Partei Deutschlands (SPD) wurde zweitstärkste Kraft, musste jedoch mit 20,5 % ihr historisch schlechtestes Ergebnis hinnehmen. Die Regierungsparteien der 18. Legislaturperiode (CDU/CSU und SPD) verbuchten damit zusammen einen Verlust von 13,8 Prozentpunkten bei den Zweitstimmen.
Erstmals zog die Alternative für Deutschland (AfD) in den Bundestag ein. Die Partei erreichte 12,6 %, womit sie ihr Ergebnis der vorherigen Wahl mehr als verdoppelte. Ähnliches gelang auch der Freien Demokratischen Partei (FDP), die nach vier Jahren Abwesenheit mit 10,7 % in den Bundestag zurückkehrte.
Die Linke sowie Bündnis 90/Die Grünen konnten einen Wählerzuwachs von etwa einem halben Prozentpunkt verzeichnen und erreichten 9,2 % bzw. 8,9 % der Zweitstimmen.
Alle sonstigen angetretenen Parteien scheiterten deutlich an der Fünf-Prozent-Hürde.

### Sitzverteilung im 19. Bundestag (2017–2021)
- Linke: 69
- SPD: 152
- Grüne: 67
- CDU/CSU: 245
- FDP: 80
- AfD: 86
- fraktionslos: 10

Der 19. Deutsche Bundestag (2017–2021) wurde mit 709 Sitzen der bis dato mitgliederstärkste Bundestag. Mit sechs Fraktionen und acht Parteien war er zudem in dieser Hinsicht der vielfältigste Bundestag seit der zweiten Legislaturperiode von 1953 bis 1957.
Die stärkste Fraktion war mit 245 Sitzen die CDU/CSU-Fraktion, der 200 CDU- und 45 CSU-Abgeordnete angehörten. Zweitstärkste Kraft war die SPD mit 152 Sitzen, gefolgt von der AfD mit 86 Sitzen als stärkste Oppositionsfraktion. Die FDP besetzte 80, Die Linke 69 und B90/Grüne 67 Sitze.
Am Ende der Periode gab es zehn fraktionslose Abgeordnete, die während der Legislatur ihre Partei und Fraktion verließen oder ausgeschlossen wurden. Davon kamen acht aus der AfD sowie je einer aus der CDU/CSU und der SPD.

### Regierungsbildung 2017/18
Die SPD schloss unmittelbar nach Bekanntwerden des Wahlergebnisses eine erneute Große Koalition aus. Nachdem vierwöchige Sondierungen zwischen CDU, CSU, FDP und Grünen über die Bildung einer Jamaika-Koalition im November 2017 gescheitert waren, kam es doch zu Verhandlungen zwischen CDU, CSU und SPD. In der Folge einigten sie sich auf einen Koalitionsvertrag für eine neue Große Koalition. Dieser wurde von der CDU und der CSU durch Beschlüsse von Parteigremien bestätigt, von der SPD durch ein Mitgliedervotum.
Das Kabinett Merkel IV wurde am 14. März 2018 vereidigt.

## Parteien und Kandidaten
An der Bundestagswahl konnten Parteien mit Landeslisten und Direktkandidaten sowie einzelne Personen als Direktkandidaten teilnehmen. Parteien, die nicht im Bundestag (CDU, SPD, AfD, FDP, Linke, Grüne und CSU) oder in einem Landesparlament seit deren letzter Wahl aufgrund eigener Wahlvorschläge ununterbrochen mit mindestens fünf Abgeordneten (Freie Wähler und BVB/Freie Wähler) vertreten waren, mussten bis zum 97. Tag vor der Wahl, also dem 21. Juni 2021, ihre Beteiligung beim Bundeswahlleiter anzeigen. Insgesamt traten 6211 Kandidaten zur Bundestagswahl 2021 an.
Landeslisten und Direktkandidaten mussten bis zum 69. Tag vor der Wahl eingereicht werden, also dem 19. Juli 2021. Dabei mussten Parteien, die nicht im Bundestag oder in einem Landtag mit mindestens fünf Abgeordneten vertreten waren oder nationale Minderheiten vertraten, für ihre Landeslisten und Direktkandidaten Unterstützungsunterschriften vorlegen.

### Antretende Parteien

#### Parteien mit Bundestagsfraktionen
| Partei | Partei                                      | Kurzbezeichnung | Parteivorsitzende/r                   | Politische Ausrichtung                   | Europäische Partei | Besonderheit                         |
| ------ | ------------------------------------------- | --------------- | ------------------------------------- | ---------------------------------------- | ------------------ | ------------------------------------ |
|        | Christlich Demokratische Union Deutschlands | CDU             | Armin Laschet                         | Christdemokratie, Konservatismus         | EVP                | nicht in Bayern                      |
|        | Sozialdemokratische Partei Deutschlands     | SPD             | Saskia Esken Norbert Walter-Borjans   | Sozialdemokratie                         | SPE                |                                      |
|        | Alternative für Deutschland                 | AfD             | Tino Chrupalla Jörg Meuthen           | Rechtspopulismus, Nationalkonservatismus | –                  |                                      |
|        | Freie Demokratische Partei                  | FDP             | Christian Lindner                     | Liberalismus, Wirtschaftsliberalismus    | ALDE               |                                      |
|        | Die Linke                                   | LINKE           | Susanne Hennig-Wellsow Janine Wissler | Demokratischer Sozialismus               | EL                 |                                      |
|        | Bündnis 90/Die Grünen                       | GRÜNE           | Annalena Baerbock Robert Habeck       | Grüne Politik, Linksliberalismus         | EGP                | im Saarland nur mit Direktkandidaten |
|        | Christlich-Soziale Union in Bayern          | CSU             | Markus Söder                          | Christdemokratie, Konservatismus         | EVP                | nur in Bayern                        |

#### Weitere Parteien
Neben den im Bundestag seit der letzten Wahl vertretenen Parteien können auch Parteien, die in Landesparlamenten aufgrund eigener Wahlvorschläge mit mindestens fünf Abgeordneten vertreten sind, ohne Beteiligungsanzeige und Unterstützungsunterschriften an der Wahl teilnehmen. Dies sind die Freien Wähler und die BVB/Freie Wähler. Dabei trat BVB/Freie Wähler nicht an, sondern unterstützte die Kandidatur der Freien Wähler.
| Partei | Partei       | Kurzbezeichnung | Parteivorsitzender | Politische Ausrichtung | Europäische Partei |
| ------ | ------------ | --------------- | ------------------ | ---------------------- | ------------------ |
|        | Freie Wähler | FREIE WÄHLER    | Hubert Aiwanger    | Wertkonservatismus     | EDP                |

Alle anderen Gruppierungen mussten bis zum 21. Juni 2021 ihre Beteiligung beim Bundeswahlleiter anzeigen, was 87 Vereinigungen fristgerecht taten. In seiner Sitzung am 8. und 9. Juli 2021 erkannte der Bundeswahlausschuss 44 von 88 beantragenden Vereinigungen als Parteien an, eine zog zurück. Das Bundesverfassungsgericht erkannte die Deutsche Kommunistische Partei (DKP) am 22. Juli 2021 noch als Partei an, nachdem die DKP Beschwerde gegen ihre Ablehnung durch den Bundeswahlausschuss erhoben hatte.
Der Südschleswigsche Wählerverband (SSW) wurde vom Bundeswahlausschuss zudem als Partei einer nationalen Minderheit anerkannt und ist damit von der Pflicht der Vorlage von Unterstützungsunterschriften befreit.
| Partei | Partei                          | Kurzbezeichnung | Parteivorsitzender | Politische Ausrichtung                                                                  | Europäische Partei | Besonderheit                                  |
| ------ | ------------------------------- | --------------- | ------------------ | --------------------------------------------------------------------------------------- | ------------------ | --------------------------------------------- |
|        | Südschleswigscher Wählerverband | SSW             | Flemming Meyer     | Interessen der dänischen Minderheit, Interessen der nationalen Friesen in Nordfriesland | EFA                | keine Sperrklausel, nur in Schleswig-Holstein |

Alle anderen Vereinigungen mussten bei der Einreichung von Landeslisten bis zum 19. Juli 2021 ausreichend Unterstützungsunterschriften vorweisen. Aufgrund der Einschränkungen wegen der Covid-19-Pandemie wurde die Anzahl von nötigen Unterstützungsunterschriften auf ein Viertel der sonst geltenden Zahl verringert (also ein Viertausendstel der Wahlberechtigten eines Bundeslandes, maximale 500, für Kreiswahlvorschläge 50 Unterschriften).
Zwei dieser Parteien waren seinerzeit mit fraktionslosen Abgeordneten im Bundestag vertreten:
| Partei | Partei                        | Kurzbezeichnung | Parteivorsitzender | Politische Ausrichtung   | Europäische Partei | Besonderheit                                  |
| ------ | ----------------------------- | --------------- | ------------------ | ------------------------ | ------------------ | --------------------------------------------- |
|        | Die PARTEI                    | PARTEI          | Martin Sonneborn   | Satire                   | —                  | ein Abgeordneter durch Beitritt (ehemals SPD) |
|        | Liberal-Konservative Reformer | LKR             | Jürgen Joost       | Liberaler Konservatismus | EKR                | ein Abgeordneter durch Beitritt (ehemals AfD) |

Fünf weitere dieser Parteien konnten in allen Bundesländern die benötigten Unterstützungsunterschriften sammeln und traten flächendeckend zur Wahl an:
| Partei | Partei                                        | Kurzbezeichnung  | Parteivorsitzende/r                                    | Politische Ausrichtung                              | Europäische Partei |
| ------ | --------------------------------------------- | ---------------- | ------------------------------------------------------ | --------------------------------------------------- | ------------------ |
|        | Volt Deutschland                              | Volt             | Paul Loeper, Friederike Schier                         | Europäischer Föderalismus                           | Volt Europa        |
|        | Ökologisch-Demokratische Partei               | ÖDP              | Christian Rechholz                                     | Grüne Politik                                       | –                  |
|        | Partei Mensch Umwelt Tierschutz               | Tierschutzpartei | Aida Spiegeler Castañeda, Matthias Ebner, Robert Gabel | Tierschutzpolitik, Grüne Politik, Linksliberalismus | APEU               |
|        | Marxistisch-Leninistische Partei Deutschlands | MLPD             | Gabi Fechtner                                          | Marxismus-Leninismus Stalinismus Maoismus           | –                  |
|        | Nationaldemokratische Partei Deutschlands     | NPD              | Frank Franz                                            | Rechtsextremismus                                   | APF                |

### Kandidaturen
Insgesamt nahmen 47 Parteien an der Bundestagswahl teil, davon 40 mit Landeslisten. Elf Parteien traten bundesweit mit Landeslisten an (SPD, AfD, FDP, Linke, Freie Wähler, Die Partei, Tierschutzpartei, NPD, ÖDP, MLPD und Volt), fünf weitere in 15 der 16 Bundesländer (darunter die CDU – nicht in Bayern – und die Grünen – nicht im Saarland). Elf Parteien traten nur in einem Bundesland mit einer Landesliste an (darunter die CSU nur in Bayern). Je nach Bundesland waren zwischen 15 (im Saarland) und 27 (in Nordrhein-Westfalen) Landeslisten wählbar. Drei Parteien stellten in jedem der 299 bundesdeutschen Wahlkreise einen Direktkandidaten (SPD, FDP, GRÜNE).
Sieben zur Bundestagswahl eigentlich zugelassene Parteien traten weder mit Landeslisten noch mit Direktkandidaten an (Brandenburger Vereinigte Bürgerbewegungen/Freie Wähler, Deutsche Konservative, Deutsche Mitte, Liberale Demokraten – Die Sozialliberalen, SGV – Solidarität, Gerechtigkeit, Veränderung, WiR2020 und Wir2020).
Übersicht
In der folgenden Tabelle sind die Landeslisten einer Partei (Kurzbezeichnung in Klammern) mit  Grün markiert, Direktkandidaten sind als Zahl dargestellt. Diese Zahl ist fett hervorgehoben, wenn es für alle Wahlkreise eines Bundeslandes einen Direktkandidaten gibt. Unter den Bundesländerkürzeln im Tabellenkopf sind in Klammern die maximal möglichen Direktkandidaturen (= Anzahl der Wahlkreise) vermerkt. In der Spalte Anz. ist aufgeführt, wie viele Landeslisten eine Partei hat.
| Partei                                                                | BW (38) | BY (46) | BE (12) | BB (10) | HB (2) | HH (6) | HE (22) | MV (6) | NI (30) | NW (64) | RP (15) | SL (4) | SN (16) | ST (9) | SH (11) | TH (8) | Σ (299) | Anz. |
| --------------------------------------------------------------------- | ------- | ------- | ------- | ------- | ------ | ------ | ------- | ------ | ------- | ------- | ------- | ------ | ------- | ------ | ------- | ------ | ------- | ---- |
| Christlich Demokratische Union Deutschlands (CDU)                     | 38      | –       | 12      | 10      | 2      | 6      | 22      | 6      | 30      | 64      | 15      | 4      | 16      | 9      | 11      | 8      | 253     | 15   |
| Christlich-Soziale Union in Bayern e. V. (CSU)                        | –       | 46      | –       | –       | –      | –      | –       | –      | –       | –       | –       | –      | –       | –      | –       | –      | 46      | 1    |
| Sozialdemokratische Partei Deutschlands (SPD)                         | 38      | 46      | 12      | 10      | 2      | 6      | 22      | 6      | 30      | 64      | 15      | 4      | 16      | 9      | 11      | 8      | 299     | 16   |
| Alternative für Deutschland (AfD)                                     | 38      | 44      | 12      | 10      | 2      | 6      | 22      | 6      | 27      | 63      | 15      | 4      | 16      | 9      | 11      | 8      | 293     | 16   |
| Freie Demokratische Partei (FDP)                                      | 38      | 46      | 12      | 10      | 2      | 6      | 22      | 6      | 30      | 64      | 15      | 4      | 16      | 9      | 11      | 8      | 299     | 16   |
| Die Linke (DIE LINKE)                                                 | 38      | 45      | 12      | 10      | 2      | 6      | 22      | 6      | 30      | 63      | 14      | 4      | 16      | 9      | 11      | 8      | 296     | 16   |
| Bündnis 90/Die Grünen (GRÜNE)                                         | 38      | 46      | 12      | 10      | 2      | 6      | 22      | 6      | 30      | 64      | 15      | 4      | 16      | 9      | 11      | 8      | 299     | 15   |
| Freie Wähler (FREIE WÄHLER)                                           | 38      | 46      | 7       | 9       | 2      | 5      | 22      | 6      | 22      | 57      | 15      | 4      | 12      | 8      | 11      | 6      | 270     | 16   |
| Die PARTEI (PARTEI)                                                   | 33      | 30      | 12      | 9       | 2      | 2      | 9       | 2      | 8       | 52      | 10      | 4      | 11      | 2      | 7       | 7      | 200     | 16   |
| Partei Mensch Umwelt Tierschutz (Tierschutzpartei)                    | 8       | 7       | 12      | 1       | 1      | –      | –       | 3      | 9       | 3       | 3       | –      | –       | 1      | –       | –      | 48      | 16   |
| Nationaldemokratische Partei Deutschlands (NPD)                       | –       | 1       | –       | –       | –      | 4      | –       | –      | –       | –       | –       | –      | –       | –      | –       | –      | 5       | 16   |
| Piratenpartei Deutschland (PIRATEN)                                   | 3       | 6       | 6       | 5       | 1      | 2      | 4       | 3      | 8       | 4       | 1       | –      | 3       | –      | –       | 1      | 47      | 14   |
| Ökologisch-Demokratische Partei (ÖDP)                                 | 16      | 46      | 10      | 7       | 2      | 5      | –       | –      | 5       | 2       | 9       | 4      | 13      | 1      | –       | 4      | 124     | 16   |
| V-Partei³ (V-Partei³)                                                 | 1       | 10      | –       | –       | 1      | –      | –       | –      | 1       | 1       | –       | –      | 2       | –      | 1       | –      | 17      | 11   |
| Demokratie in Bewegung (DiB)                                          | 6       | –       | –       | –       | –      | –      | –       | –      | –       | –       | –       | –      | –       | –      | –       | –      | 6       | 2    |
| Bayernpartei (BP)                                                     | –       | 24      | –       | –       | –      | –      | –       | –      | –       | –       | –       | –      | –       | –      | –       | –      | 24      | 1    |
| Allianz für Menschenrechte, Tier- und Naturschutz (Tierschutzallianz) | –       | –       | –       | –       | –      | –      | –       | –      | –       | –       | –       | –      | –       | 2      | –       | –      | 2       | 1    |
| Marxistisch-Leninistische Partei Deutschlands (MLPD)                  | 22      | 9       | 7       | 1       | 2      | 6      | 5       | 4      | 6       | 31      | 1       | 1      | 4       | 2      | 2       | 8      | 111     | 16   |
| Partei für Gesundheitsforschung (Gesundheitsforschung)                | –       | –       | 2       | –       | –      | –      | –       | –      | –       | –       | –       | –      | 1       | –      | –       | –      | 3       | 6    |
| Deutsche Kommunistische Partei (DKP)                                  | –       | –       | –       | 4       | –      | –      | 1       | –      | 2       | 12      | 1       | –      | –       | –      | 3       | –      | 23      | 11   |
| Menschliche Welt (MENSCHLICHE WELT)                                   | 1       | –       | 1       | –       | –      | –      | –       | –      | –       | –       | –       | –      | –       | –      | –       | –      | 2       | 2    |
| Die Grauen – Für alle Generationen (Die Grauen)                       | –       | –       | 1       | –       | –      | –      | –       | –      | –       | –       | –       | –      | –       | –      | –       | –      | 1       | 1    |
| Bürgerrechtsbewegung Solidarität (BüSo)                               | 2       | 5       | –       | –       | –      | –      | 1       | –      | –       | –       | –       | –      | 1       | –      | –       | –      | 8       | 1    |
| Partei der Humanisten (Die Humanisten)                                | 10      | 3       | 3       | 1       | 2      | –      | 1       | –      | 1       | 1       | 1       | –      | 3       | –      | –       | –      | 26      | 15   |
| Gartenpartei (Gartenpartei)                                           | –       | –       | –       | –       | –      | –      | –       | –      | –       | –       | –       | –      | –       | 1      | –       | –      | 1       | 1    |
| Die Urbane. Eine HipHop Partei (du.)                                  | –       | 2       | 1       | –       | –      | –      | –       | –      | –       | –       | –       | –      | –       | –      | 3       | –      | 6       | 7    |
| Sozialistische Gleichheitspartei (SGP)                                | –       | –       | –       | –       | –      | –      | –       | –      | –       | –       | –       | –      | –       | –      | –       | –      | –       | 2    |
| Basisdemokratische Partei Deutschland (dieBasis)                      | 36      | 46      | 11      | 10      | 2      | 6      | 21      | 5      | 27      | 60      | 15      | 4      | 16      | 9      | 11      | 7      | 286     | 15   |
| Bündnis C – Christen für Deutschland (Bündnis C)                      | 1       | 2       | –       | –       | –      | –      | 4       | –      | –       | 2       | –       | –      | 2       | –      | –       | –      | 11      | 5    |
| Der III. Weg (III. Weg)                                               | –       | –       | –       | –       | –      | –      | –       | –      | –       | –       | –       | –      | 1       | –      | –       | –      | 1       | 2    |
| Bürgerbewegung für Fortschritt und Wandel (BÜRGERBEWEGUNG)            | 3       | –       | –       | –       | –      | –      | –       | –      | –       | –       | –       | –      | –       | –      | –       | –      | 3       | 1    |
| Die Pinken/Bündnis21 (BÜNDNIS21)                                      | –       | –       | 1       | –       | –      | –      | 1       | –      | –       | –       | –       | –      | –       | –      | –       | –      | 1       | 3    |
| Europäische Partei Liebe (LIEBE)                                      | –       | –       | –       | –       | –      | –      | –       | –      | –       | 1       | –       | –      | –       | –      | –       | –      | 1       | 1    |
| Liberal-Konservative Reformer (LKR)                                   | 3       | 7       | 10      | –       | –      | 1      | 1       | –      | 8       | 7       | 3       | –      | 4       | –      | 6       | 2      | 52      | 9    |
| Partei des Fortschritts (PdF)                                         | –       | –       | –       | –       | –      | –      | –       | –      | –       | –       | –       | –      | –       | –      | –       | –      | –       | 1    |
| Südschleswigscher Wählerverband (SSW)                                 | –       | –       | –       | –       | –      | –      | –       | –      | –       | –       | –       | –      | –       | –      | 5       | –      | 5       | 1    |
| Team Todenhöfer – Die Gerechtigkeitspartei (Team Todenhöfer)          | –       | 2       | 1       | –       | –      | –      | –       | –      | –       | –       | –       | –      | –       | –      | –       | –      | 3       | 15   |
| Unabhängige für bürgernahe Demokratie (UNABHÄNGIGE)                   | –       | 2       | –       | 3       | –      | –      | 1       | 1      | –       | 2       | 2       | –      | –       | –      | –       | –      | 11      | 2    |
| Volt Deutschland (Volt)                                               | 13      | 13      | 2       | 1       | 1      | 3      | 4       | –      | –       | 15      | 10      | –      | –       | –      | 2       | –      | 64      | 16   |
| Lobbyisten für Kinder (LfK)                                           | –       | –       | –       | –       | –      | –      | –       | –      | –       | –       | –       | –      | –       | –      | –       | –      | –       | 1    |
| Graue Panther (Graue)                                                 | –       | –       | –       | –       | –      | –      | –       | –      | –       | –       | –       | –      | –       | –      | –       | 1      | 1       | 0    |
| Klimaliste Baden-Württemberg (Klimaliste)                             | 7       | –       | –       | –       | –      | –      | –       | –      | –       | –       | –       | –      | –       | –      | –       | –      | 7       | 0    |
| Ab jetzt … Demokratie durch Volksabstimmung (Volksabstimmung)         | –       | –       | –       | –       | –      | –      | –       | –      | –       | 2       | –       | –      | –       | –      | –       | –      | 2       | 0    |
| Familien-Partei Deutschlands (Familie)                                | –       | –       | –       | 1       | –      | –      | –       | –      | –       | –       | –       | –      | –       | –      | –       | –      | 1       | 0    |
| Thüringer Heimatpartei                                                | –       | –       | –       | –       | –      | –      | –       | –      | –       | –       | –       | –      | –       | –      | –       | 1      | 1       | 0    |
| Bergpartei, die Überpartei                                            | –       | –       | 1       | –       | –      | –      | –       | –      | –       | –       | –       | –      | –       | –      | –       | –      | 1       | 0    |
| Die Sonstigen                                                         | –       | –       | 1       | –       | –      | –      | –       | –      | –       | –       | –       | –      | –       | –      | –       | –      | 1       | 0    |
| Einzelbewerber                                                        | 15      | 28      | 9       | 18      | –      | 2      | 15      | 2      | 21      | 31      | 22      | 1      | 21      | 7      | 2       | 3      | 197     | –    |
| Partei                                                                | BW      | BY      | BE      | BB      | HB     | HH     | HE      | MV     | NI      | NW      | RP      | SL     | SN      | ST     | SH      | TH     | Σ       | Anz. |

### Landeslisten
Folgende Parteien traten in den einzelnen Ländern mit einer Landesliste an (in der Reihenfolge auf den Stimmzetteln):
| Baden-Württemberg |
| --- |
| 1. Christlich Demokratische Union Deutschlands (CDU) 2. Sozialdemokratische Partei Deutschlands (SPD) 3. Bündnis 90/Die Grünen (GRÜNE) 4. Freie Demokratische Partei (FDP) 5. Alternative für Deutschland (AfD) 6. Die Linke (DIE LINKE) 7. Partei Mensch Umwelt Tierschutz (Tierschutzpartei) 8. Partei für Arbeit, Rechtsstaat, Tierschutz, Elitenförderung und basisdemokratische Initiative (Die PARTEI) 9. Freie Wähler (FREIE WÄHLER) 10. Piratenpartei Deutschland (PIRATEN) 11. Ökologisch-Demokratische Partei (ÖDP) 12. Nationaldemokratische Partei Deutschlands (NPD) 13. Demokratie in Bewegung (DiB) 14. Marxistisch-Leninistische Partei Deutschlands (MLPD) 15. Deutsche Kommunistische Partei (DKP) 16. Basisdemokratische Partei Deutschland (DieBasis) 17. Bündnis C – Christen für Deutschland (Bündnis C) 18. Bürgerbewegung für Fortschritt und Wandel (BÜRGERBEWEGUNG) 19. Die Pinken/Bündnis21 (BÜNDNIS21) 20. Liberal-Konservative Reformer (LKR) 21. Partei der Humanisten (Die Humanisten) 22. Partei für Gesundheitsforschung (Gesundheitsforschung) 23. Team Todenhöfer – Die Gerechtigkeitspartei (Team Todenhöfer) 24. Volt Deutschland (Volt) Die ebenfalls eingereichten Landeslisten der Parteien V-Partei³ – Partei für Veränderung, Vegetarier und Veganer (V-Partei³) und WiR2020 wurden vom Landeswahlausschuss zurückgewiesen. |

| Bayern |
| --- |
| 1. Christlich-Soziale Union in Bayern e. V. (CSU) 2. Sozialdemokratische Partei Deutschlands (SPD) 3. Alternative für Deutschland (AfD) 4. Freie Demokratische Partei (FDP) 5. Bündnis 90/Die Grünen (GRÜNE) 6. Die Linke (DIE LINKE) 7. Freie Wähler (FREIE WÄHLER) 8. Ökologisch-Demokratische Partei (ÖDP) 9. Partei Mensch Umwelt Tierschutz (Tierschutzpartei) 10. Bayernpartei (BP) 11. Partei für Arbeit, Rechtsstaat, Tierschutz, Elitenförderung und basisdemokratische Initiative (Die PARTEI) 12. Piratenpartei Deutschland (PIRATEN) 13. Nationaldemokratische Partei Deutschlands (NPD) 14. V-Partei³ – Partei für Veränderung, Vegetarier und Veganer (V-Partei³) 15. Partei für Gesundheitsforschung (Gesundheitsforschung) 16. Marxistisch-Leninistische Partei Deutschlands (MLPD) 17. Deutsche Kommunistische Partei (DKP) 18. Basisdemokratische Partei Deutschland (DieBasis) 19. Bündnis C – Christen für Deutschland (Bündnis C) 20. Der dritte Weg (III. Weg) 21. Die Urbane. Eine HipHop Partei (du.) 22. Liberal-Konservative Reformer (LKR) 23. Partei der Humanisten (Die Humanisten) 24. Team Todenhöfer – Die Gerechtigkeitspartei (Team Todenhöfer) 25. Unabhängige für bürgernahe Demokratie (UNABHÄNGIGE) 26. Volt Deutschland (Volt) Die ebenfalls eingereichten Landeslisten der Parteien Anarchistische Pogo-Partei Deutschlands, Partei für Kinder, Jugendliche und Familien – Lobbyisten für Kinder – und Sozialistische Gleichheitspartei, Vierte Internationale wurden vom Landeswahlausschuss zurückgewiesen. |

| Berlin |
| --- |
| 1. Christlich Demokratische Union Deutschlands (CDU) 2. Die Linke (DIE LINKE) 3. Sozialdemokratische Partei Deutschlands (SPD) 4. Bündnis 90/Die Grünen (GRÜNE) 5. Alternative für Deutschland (AfD) 6. Freie Demokratische Partei (FDP) 7. Partei für Arbeit, Rechtsstaat, Tierschutz, Elitenförderung und basisdemokratische Initiative (Die PARTEI) 8. Partei Mensch Umwelt Tierschutz (Tierschutzpartei) 9. Piratenpartei Deutschland (PIRATEN) 10. Die Grauen – Für alle Generationen (Die Grauen) 11. Freie Wähler (FREIE WÄHLER) 12. Partei für Gesundheitsforschung (Gesundheitsforschung) 13. Ökologisch-Demokratische Partei (ÖDP) 14. Die Urbane. Eine HipHop Partei (du.) 15. V-Partei³ – Partei für Veränderung, Vegetarier und Veganer (V-Partei³) 16. Deutsche Kommunistische Partei (DKP) 17. Marxistisch-Leninistische Partei Deutschlands (MLPD) 18. Bürgerrechtsbewegung Solidarität (BüSo) 19. Sozialistische Gleichheitspartei, Vierte Internationale (SGP) 20. Liberal-Konservative Reformer (LKR) 21. Nationaldemokratische Partei Deutschlands (NPD) 22. Partei der Humanisten (Die Humanisten) 23. Team Todenhöfer – Die Gerechtigkeitspartei (Team Todenhöfer) 24. Volt Deutschland (Volt) Die ebenfalls eingereichten Landeslisten der Parteien Basisdemokratische Partei Deutschland (DieBasis) und Die Pinken/Bündnis21 (BÜNDNIS21) wurden vom Landeswahlausschuss zurückgewiesen. |

| Brandenburg |
| --- |
| 1. Christlich Demokratische Union Deutschlands (CDU) 2. Alternative für Deutschland (AfD) 3. Sozialdemokratische Partei Deutschlands (SPD) 4. Die Linke (DIE LINKE) 5. Freie Demokratische Partei (FDP) 6. Bündnis 90/Die Grünen (GRÜNE) 7. Partei Mensch Umwelt Tierschutz (Tierschutzpartei) 8. Partei für Arbeit, Rechtsstaat, Tierschutz, Elitenförderung und basisdemokratische Initiative (Die PARTEI) 9. Freie Wähler (FREIE WÄHLER) 10. Nationaldemokratische Partei Deutschlands (NPD) 11. Deutsche Kommunistische Partei (DKP) 12. Ökologisch-Demokratische Partei (ÖDP) 13. Marxistisch-Leninistische Partei Deutschlands (MLPD) 14. Basisdemokratische Partei Deutschland (dieBasis) 15. Partei der Humanisten (Die Humanisten) 16. Piratenpartei Deutschland (PIRATEN) 17. Team Todenhöfer – Die Gerechtigkeitspartei (Team Todenhöfer) 18. Unabhängige für bürgernahe Demokratie (UNABHÄNGIGE) 19. Volt Deutschland (Volt) |

| Bremen |
| --- |
| 1. Sozialdemokratische Partei Deutschlands (SPD) 2. Christlich Demokratische Union Deutschlands (CDU) 3. Die Linke (DIE LINKE) 4. Bündnis 90/Die Grünen (GRÜNE) 5. Alternative für Deutschland (AfD) 6. Freie Demokratische Partei (FDP) 7. Partei für Arbeit, Rechtsstaat, Tierschutz, Elitenförderung und basisdemokratische Initiative (Die PARTEI) 8. Freie Wähler (FREIE WÄHLER) 9. V-Partei³ – Partei für Veränderung, Vegetarier und Veganer (V-Partei³) 10. Menschliche Welt für das Wohl und Glücklichsein aller (MENSCHLICHE WELT) 11. Nationaldemokratische Partei Deutschlands (NPD) 12. Marxistisch-Leninistische Partei Deutschlands (MLPD) 13. Basisdemokratische Partei Deutschland (dieBasis) 14. Ökologisch-Demokratische Partei (ÖDP) 15. Partei der Humanisten (Die Humanisten) 16. Partei Mensch Umwelt Tierschutz (Tierschutzpartei) 17. Team Todenhöfer – Die Gerechtigkeitspartei (Team Todenhöfer) 18. Volt Deutschland (Volt) Die eingereichten Landeslisten der Parteien Alternative für Deutschland (AfD), Piratenpartei Deutschland (PIRATEN) und Freie Wähler (FREIE WÄHLER) wurden vom Landeswahlausschuss zurückgewiesen. Vor dem Bundeswahlausschuss am 5. August 2021 wurde den Beschwerde der AfD und der Freien Wähler gegen die Nichtzulassung ihrer Landeslisten stattgegeben. |

| Hamburg |
| --- |
| 1. Christlich Demokratische Union Deutschlands (CDU) 2. Sozialdemokratische Partei Deutschlands (SPD) 3. Bündnis 90/Die Grünen (GRÜNE) 4. Die Linke (DIE LINKE) 5. Freie Demokratische Partei (FDP) 6. Alternative für Deutschland (AfD) 7. Partei für Arbeit, Rechtsstaat, Tierschutz, Elitenförderung und basisdemokratische Initiative (Die PARTEI) 8. Partei Mensch Umwelt Tierschutz (Tierschutzpartei) 9. Freie Wähler (FREIE WÄHLER) 10. Ökologisch-Demokratische Partei (ÖDP) 11. V-Partei³ – Partei für Veränderung, Vegetarier und Veganer (V-Partei³) 12. Nationaldemokratische Partei Deutschlands (NPD) 13. Marxistisch-Leninistische Partei Deutschlands (MLPD) 14. Deutsche Kommunistische Partei (DKP) 15. Basisdemokratische Partei Deutschland (dieBasis) 16. Die Pinken/Bündnis21 (BÜNDNIS21) 17. Die Urbane. Eine HipHop Partei (du.) 18. Liberal-Konservative Reformer (LKR) 19. Partei der Humanisten (Die Humanisten) 20. Piratenpartei Deutschland (PIRATEN) 21. Team Todenhöfer – Die Gerechtigkeitspartei (Team Todenhöfer) 22. Volt Deutschland (Volt) Die ebenfalls eingereichten Landeslisten der Vereinigung Die Los Fraktion (LOS) wurde vom Landeswahlausschuss zurückgewiesen. |

| Hessen |
| --- |
| 1. Christlich Demokratische Union Deutschlands (CDU) 2. Sozialdemokratische Partei Deutschlands (SPD) 3. Alternative für Deutschland (AfD) 4. Freie Demokratische Partei (FDP) 5. Bündnis 90/Die Grünen (GRÜNE) 6. Die Linke (DIE LINKE) 7. Partei Mensch Umwelt Tierschutz (Tierschutzpartei) 8. Partei für Arbeit, Rechtsstaat, Tierschutz, Elitenförderung und basisdemokratische Initiative (Die PARTEI) 9. Freie Wähler (FREIE WÄHLER) 10. Piratenpartei Deutschland (PIRATEN) 11. Nationaldemokratische Partei Deutschlands (NPD) 12. Ökologisch-Demokratische Partei (ÖDP) 13. V-Partei³ – Partei für Veränderung, Vegetarier und Veganer (V-Partei³) 14. Marxistisch-Leninistische Partei Deutschlands (MLPD) 15. Deutsche Kommunistische Partei (DKP) 16. Basisdemokratische Partei Deutschland (Die Basis) 17. Bündnis C – Christen für Deutschland (Bündnis C) 18. Die Pinken/Bündnis21 (BÜNDNIS21) 19. Liberal-Konservative Reformer (LKR) 20. Partei der Humanisten (Die Humanisten) 21. Partei für Gesundheitsforschung (Gesundheitsforschung) 22. Team Todenhöfer – Die Gerechtigkeitspartei (Team Todenhöfer) 23. Volt Deutschland (Volt) Die ebenfalls eingereichten Landeslisten der Parteien Anarchistischen Pogo Partei (APPD) und Sozialistische Gleichheitspartei, Vierte Internationale (SGP) wurden vom Landeswahlausschuss zurückgewiesen. |

| Mecklenburg-Vorpommern |
| --- |
| 1. Christlich Demokratische Union Deutschlands (CDU) 2. Alternative für Deutschland (AfD) 3. Die Linke (DIE LINKE) 4. Sozialdemokratische Partei Deutschlands (SPD) 5. Freie Demokratische Partei (FDP) 6. Bündnis 90/Die Grünen (GRÜNE) 7. Partei Mensch Umwelt Tierschutz (Tierschutzpartei) 8. Nationaldemokratische Partei Deutschlands (NPD) 9. Partei für Arbeit, Rechtsstaat, Tierschutz, Elitenförderung und basisdemokratische Initiative (Die PARTEI) 10. Freie Wähler Mecklenburg-Vorpommern (FREIE WÄHLER) 11. Marxistisch-Leninistische Partei Deutschlands (MLPD) 12. Ökologisch-Demokratische Partei (ÖDP) 13. Basisdemokratische Partei Deutschland (dieBasis) 14. Deutsche Kommunistische Partei (DKP) 15. Partei der Humanisten (Die Humanisten) 16. Piratenpartei Deutschland (PIRATEN) 17. Team Todenhöfer – Die Gerechtigkeitspartei (Team Todenhöfer) 18. Volt Deutschland (Volt) Die ebenfalls eingereichte Landesliste der Partei UNABHÄNGIGE für bürgernahe Demokratie wurde nicht zugelassen, weil nur 123 der erforderlichen 331 gültigen Unterstützungsunterschriften vorlagen. Zurückgewiesen wurden auch die Wahlvorschläge der Losfraktion, die vom Bundeswahlausschuss zur Bundestagswahl nicht als Partei anerkannt worden war, und von Humanitäre Demostie Kommunal, die keine Beteiligungsanzeige beim Bundeswahlleiter gestellt hatte. |

| Niedersachsen |
| --- |
| 1. Christlich Demokratische Union Deutschlands (CDU) 2. Sozialdemokratische Partei Deutschlands (SPD) 3. Freie Demokratische Partei (FDP) 4. Alternative für Deutschland (AfD) 5. Bündnis 90/Die GRÜNEN (GRÜNE) 6. Die Linke (DIE LINKE) 7. Partei für Arbeit, Rechtsstaat, Tierschutz, Elitenförderung und basisdemokratische Initiative (Die PARTEI) 8. Partei Mensch Umwelt Tierschutz (Tierschutzpartei) 9. Freie Wähler (FREIE WÄHLER) 10. Piratenpartei Deutschland (PIRATEN) 11. Nationaldemokratische Partei Deutschlands (NPD) 12. V-Partei³ – Partei für Veränderung, Vegetarier und Veganer (V-Partei³) 13. Ökologisch-Demokratische Partei (ÖDP) 14. Marxistisch-Leninistische Partei Deutschlands (MLPD) 15. Deutsche Kommunistische Partei (DKP) 16. Basisdemokratische Partei Deutschland (Die Basis) 17. Die Urbane. Eine HipHop Partei (du.) 18. Liberal-Konservative Reformer (LKR) 19. Partei der Humanisten (Die Humanisten) 20. Team Todenhöfer – Die Gerechtigkeitspartei (Team Todenhöfer) 21. Volt Deutschland (Volt) Die ebenfalls eingereichten Landeslisten der Parteien diePinken/BÜNDNIS21 (BÜNDNIS21) und DEMOKRATIE IN BEWEGUNG (DiB)wurden vom Landeswahlausschuss nicht zugelassen, da sie nicht die erforderliche Zahl von Unterstützungsunterschriften vorgelegt hatten. |

| Nordrhein-Westfalen |
| --- |
| 1. Christlich Demokratische Union Deutschlands (CDU) 2. Sozialdemokratische Partei Deutschlands (SPD) 3. Freie Demokratische Partei (FDP) 4. Alternative für Deutschland (AfD) 5. Bündnis 90/Die Grünen (GRÜNE) 6. Die Linke (DIE LINKE) 7. Partei für Arbeit, Rechtsstaat, Tierschutz, Elitenförderung und basisdemokratische Initiative (Die PARTEI) 8. Partei Mensch Umwelt Tierschutz (Tierschutzpartei) 9. Piratenpartei Deutschland (PIRATEN) 10. Freie Wähler (FREIE WÄHLER) 11. Nationaldemokratische Partei Deutschlands (NPD) 12. Ökologisch-Demokratische Partei (ÖDP) 13. V-Partei³ – Partei für Veränderung, Vegetarier und Veganer (V-Partei³) 14. Partei für Gesundheitsforschung (Gesundheitsforschung) 15. Marxistisch-Leninistische Partei Deutschlands (MLPD) 16. Partei der Humanisten (Die Humanisten) 17. Deutsche Kommunistische Partei (DKP) 18. Sozialistische Gleichheitspartei, Vierte Internationale (SGP) 19. Basisdemokratische Partei Deutschland (Die Basis) 20. Bündnis C – Christen für Deutschland (Bündnis C) 21. Die Urbane. Eine HipHop Partei (du.) 22. Europäische Partei Liebe (LIEBE) 23. Liberal-Konservative Reformer (LKR) 24. Partei des Fortschritts (PdF) 25. Partei für Kinder, Jugendliche und Familien – Lobbyisten für Kinder – (LfK) 26. Team Todenhöfer – Die Gerechtigkeitspartei (Team Todenhöfer) 27. Volt Deutschland (Volt) Die ebenfalls eingereichten Landeslisten der Parteien Deutsche Mitte (DM), Ab jetzt…Demokratie durch Volksabstimmung, Allianz für Vielfalt & Mitbestimmung, Anarchistische Pogo Partei Deutschlands und UNABHÄNGIGE für bürgernahe Demokratie (UNABHÄNGIGE) wurden vom Landeswahlausschuss zurückgewiesen. |

| Rheinland-Pfalz |
| --- |
| 1. Christlich Demokratische Union Deutschlands (CDU) 2. Sozialdemokratische Partei Deutschlands (SPD) 3. Alternative für Deutschland (AfD) 4. Freie Demokratische Partei (FDP) 5. Bündnis 90/Die Grünen (GRÜNE) 6. Die Linke (DIE LINKE) 7. Freie Wähler (FREIE WÄHLER) 8. Partei für Arbeit, Rechtsstaat, Tierschutz, Elitenförderung und basisdemokratische Initiative (Die PARTEI) 9. Piratenpartei Deutschland (PIRATEN) 10. Ökologisch-Demokratische Partei (ÖDP) 11. Nationaldemokratische Partei Deutschlands (NPD) 12. V-Partei3 – Partei für Veränderung, Vegetarier und Veganer (V-Partei3) 13. Marxistisch-Leninistische Partei Deutschlands (MLPD) 14. Basisdemokratische Partei Deutschland (dieBasis) 15. Demokratie in Bewegung (DiB) 16. Liberal-Konservative Reformer (LKR) 17. Partei der Humanisten (Die Humanisten) 18. Partei Mensch Umwelt Tierschutz (Tierschutzpartei) 19. Team Todenhöfer – Die Gerechtigkeitspartei (Team Todenhöfer) 20. Volt Deutschland (Volt) |

| Saarland |
| --- |
| 1. Christlich Demokratische Union Deutschlands (CDU) 2. Sozialdemokratische Partei Deutschlands (SPD) 3. Die Linke (DIE LINKE) 4. Alternative für Deutschland (AfD) 5. Freie Demokratische Partei (FDP) 6. Partei für Arbeit, Rechtsstaat, Tierschutz, Elitenförderung und basisdemokratische Initiative (Die PARTEI) 7. Freie Wähler (FREIE WÄHLER) 8. Nationaldemokratische Partei Deutschlands (NPD) 9. Piratenpartei Deutschland (PIRATEN) 10. Marxistisch-Leninistische Partei Deutschlands (MLPD) 11. Basisdemokratische Partei Deutschland (dieBasis) 12. Ökologisch-Demokratische Partei (ÖDP) 13. Partei Mensch Umwelt Tierschutz (Tierschutzpartei) 14. Team Todenhöfer – Die Gerechtigkeitspartei (Team Todenhöfer) 15. Volt Deutschland (Volt) Die ebenfalls eingereichte Landesliste von BÜNDNIS 90/DIE GRÜNEN wurde nicht zugelassen, weil die Partei nach Feststellung des Landeswahlausschusses bei der Listenaufstellung gegen das Demokratieprinzip verstoßen hatte. |

| Sachsen |
| --- |
| 1. Alternative für Deutschland (AfD) 2. Christlich Demokratische Union Deutschlands (CDU) 3. Die Linke (DIE LINKE) 4. Sozialdemokratische Partei Deutschlands (SPD) 5. Freie Demokratische Partei (FDP) 6. Bündnis 90/Die Grünen (GRÜNE) 7. Partei Mensch Umwelt Tierschutz (Tierschutzpartei) 8. Partei für Arbeit, Rechtsstaat, Tierschutz, Elitenförderung und basisdemokratische Initiative (Die PARTEI) 9. Nationaldemokratische Partei Deutschlands (NPD) 10. Freie Wähler (FREIE WÄHLER) 11. Piratenpartei Deutschland (PIRATEN) 12. Ökologisch-Demokratische Partei (ÖDP) 13. V-Partei3 – Partei für Veränderung, Vegetarier und Veganer (V-Partei3) 14. Marxistisch-Leninistische Partei Deutschlands (MLPD) 15. Basisdemokratische Partei Deutschland (dieBasis) 16. Bündnis C – Christen für Deutschland (Bündnis C) 17. Der dritte Weg (III. Weg) 18. Deutsche Kommunistische Partei (DKP) 19. Partei der Humanisten (Die Humanisten) 20. Partei für Gesundheitsforschung (Gesundheitsforschung) 21. Team Todenhöfer – Die Gerechtigkeitspartei (Team Todenhöfer) 22. Volt Deutschland (Volt) Die ebenfalls eingereichten Landeslisten der Parteien Sozialistische Gleichheitspartei, Vierte Internationale (SGP), Deutsche Friedensunion (DFU), Liberal-Konservative Reformer (LKR) und Die Losfraktion (LOS) wurden vom Landeswahlausschuss zurückgewiesen. |

| Sachsen-Anhalt |
| --- |
| 1. Christlich Demokratische Union Deutschlands (CDU) 2. Alternative für Deutschland (AfD) 3. Die Linke (DIE LINKE) 4. Sozialdemokratische Partei Deutschlands (SPD) 5. Freie Demokratische Partei (FDP) 6. Bündnis 90/Die Grünen (GRÜNE) 7. Allianz für Menschenrechte, Tier- und Naturschutz (Tierschutzallianz) 8. Freie Wähler (FREIE WÄHLER) 9. Partei für Arbeit, Rechtsstaat, Tierschutz, Elitenförderung und basisdemokratische Initiative (Die PARTEI) 10. Nationaldemokratische Partei Deutschlands (NPD) 11. Gartenpartei (Gartenpartei) 12. Marxistisch-Leninistische Partei Deutschlands (MLPD) 13. Basisdemokratische Partei Deutschland (dieBasis) 14. Die Urbane. Eine HipHop Partei (du.) 15. Ökologisch-Demokratische Partei (ÖDP) 16. Partei der Humanisten (Die Humanisten) 17. Partei Mensch Umwelt Tierschutz (Tierschutzpartei) 18. Piratenpartei Deutschland (PIRATEN) 19. Volt Deutschland (Volt) Die ebenfalls eingereichten Landeslisten der Parteien diePinken/BÜNDNIS21 (BÜNDNIS21) und Team Todenhöfer – Die Gerechtigkeitspartei (Team Todenhöfer) wurden vom Landeswahlausschuss zurückgewiesen. |

| Schleswig-Holstein |
| --- |
| 1. Christlich Demokratische Union Deutschlands (CDU) 2. Sozialdemokratische Partei Deutschlands (SPD) 3. Freie Demokratische Partei (FDP) 4. Bündnis 90/Die Grünen (GRÜNE) 5. Alternative für Deutschland (AfD) 6. Die Linke (DIE LINKE) 7. Partei für Arbeit, Rechtsstaat, Tierschutz, Elitenförderung und basisdemokratische Initiative (Die PARTEI) 8. Freie Wähler (FREIE WÄHLER) 9. Nationaldemokratische Partei Deutschlands (NPD) 10. Ökologisch-Demokratische Partei (ÖDP) 11. Marxistisch-Leninistische Partei Deutschlands (MLPD) 12. Basisdemokratische Partei Deutschland (dieBasis) 13. Deutsche Kommunistische Partei (DKP) 14. Die Urbane. Eine HipHop Partei (du.) 15. Liberal-Konservative Reformer (LKR) 16. Partei der Humanisten (Die Humanisten) 17. Partei Mensch Umwelt Tierschutz (Tierschutzpartei) 18. Südschleswigscher Wählerverband (SSW) 19. Team Todenhöfer – Die Gerechtigkeitspartei (Team Todenhöfer) 20. Volt Deutschland (Volt) 21. V-Partei³ – Partei für Veränderung, Vegetarier und Veganer (V-Partei³) |

| Thüringen |
| --- |
| 1. Christlich Demokratische Union Deutschlands (CDU) 2. Alternative für Deutschland (AfD) 3. Die Linke (DIE LINKE) 4. Sozialdemokratische Partei Deutschlands (SPD) 5. Freie Demokratische Partei (FDP) 6. Bündnis 90/Die Grünen (GRÜNE) 7. Freie Wähler (FREIE WÄHLER) 8. Partei für Arbeit, Rechtsstaat, Tierschutz, Elitenförderung und basisdemokratische Initiative (Die PARTEI) 9. Nationaldemokratische Partei Deutschlands (NPD) 10. Ökologisch-Demokratische Partei (ÖDP) 11. Piratenpartei Deutschland (PIRATEN) 12. V-Partei³ – Partei für Veränderung, Vegetarier und Veganer (V-Partei³) 13. Marxistisch-Leninistische Partei Deutschlands (MLPD) 14. Basisdemokratische Partei Deutschland (dieBasis) 15. Menschliche Welt – für das Wohl und Glücklichsein aller (MENSCHLICHE WELT) 16. Partei der Humanisten (Die Humanisten) 17. Partei Mensch Umwelt Tierschutz (Tierschutzpartei) 18. Team Todenhöfer – Die Gerechtigkeitspartei (Team Todenhöfer) 19. Volt Deutschland (Volt) Die Familien-Partei Deutschlands (FAMILIE) hatte die Landesliste zurückgenommen. |

## Kanzler- bzw. Spitzenkandidaten und Listenführer
Kanzlerkandidat oder bundesweiter Spitzenkandidat sind Begriffe, die im Wahlrecht nicht verankert sind, da der Bundeskanzler nicht direkt, sondern durch die Mitglieder des Deutschen Bundestags gewählt wird. Auf Bundesebene hat die Nominierung von Spitzen- oder Kanzlerkandidaten dennoch hohe politische Bedeutung. In den einzelnen Bundesländern werden die Listenführer der Landesliste einer Partei ebenfalls häufig als Spitzenkandidaten bezeichnet.

### Parteien mit Bundestagsfraktionen

#### CDU/CSU

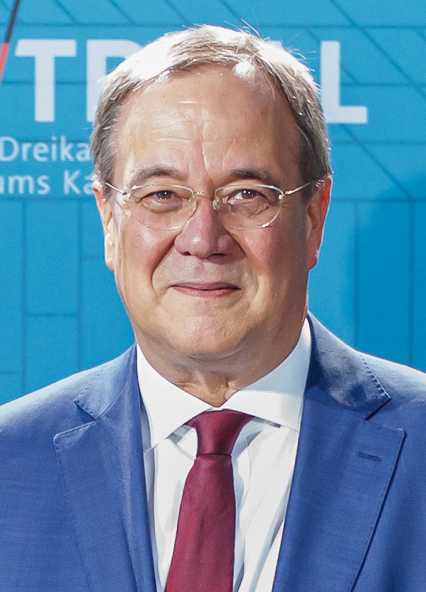
Armin Laschet, Kanzlerkandidat der CDU/CSU

Die seit 2005 amtierende Bundeskanzlerin Angela Merkel gab am 29. Oktober 2018 bekannt, dass sie nach Ablauf ihrer vierten Amtszeit nicht erneut kandidieren werde. Am 10. Februar 2020 verzichtete auch die damalige CDU-Bundesvorsitzende Annegret Kramp-Karrenbauer während der Regierungskrise in Thüringen 2020 auf die Kanzlerkandidatur und kündigte ihren Rücktritt an. Im Januar 2021 wurde der nordrhein-westfälische Ministerpräsident Armin Laschet zum neuen Parteivorsitzenden gewählt (siehe Parteitag der CDU Deutschlands 2021).
Am 11. April 2021 gaben sowohl Armin Laschet als auch der bayerische Ministerpräsident und CSU-Chef Markus Söder bekannt, dass sie beide für eine Kanzlerkandidatur zur Verfügung stehen. Am Tag darauf sprach sich das CDU-Präsidium für Laschet, das CSU-Präsidium für Söder aus. Letzterer hatte zuvor angekündigt, ein Votum der CDU zu akzeptieren, drängte aber darauf, in die „Breite der Parteien hineinzuhorchen“, statt allein in den Führungsgremien zu entscheiden. Unter der Bevölkerung und auch unter CDU/CSU-Parteimitgliedern sprach sich laut Umfragen eine deutliche Mehrheit für Söder aus. Als Grund dafür wird insbesondere seine als strenger wahrgenommene Corona-Politik angeführt.
Am 13. April 2021 nahmen beide Kandidaten spontan an einer Sitzung der Bundestagsfraktion teil, um sich den Fragen der Unions-Abgeordneten zu stellen. Zuvor hatte sich insbesondere die CSU-Landesgruppe für eine stärkere Beteiligung der Fraktion ausgesprochen, die wohl ebenfalls mehrheitlich hinter Söder stand. Falls sich Laschet und Söder nicht innerhalb einer Woche einvernehmlich einigen könnten, wurde auch eine formelle Abstimmung in der Bundestagsfraktion ins Gespräch gebracht. In den darauffolgenden Tagen sprachen sich mehrere Spitzenpolitiker und Vereinigungen der beiden Parteien für einen bestimmten Kandidaten aus. Armin Laschet wurde beispielsweise von Wolfgang Schäuble, Friedrich Merz, Jens Spahn, Volker Bouffier, Daniel Günther und der Frauen-Union unterstützt, Markus Söder von Alexander Dobrindt, Christian Hirte und der Jungen Union sowie indirekt von Michael Kretschmer, Reiner Haseloff und Tobias Hans.
Am 19. April 2021 sprach sich der Bundesvorstand der CDU in einer digitalen Sondersitzung in geheimer Abstimmung mit 31 von 46 Stimmen für Armin Laschet als Kanzlerkandidaten aus. 9 Vorstandsmitglieder stimmten für Markus Söder und 6 enthielten sich.
In einer am nächsten Tag gehaltenen Pressekonferenz akzeptierte Markus Söder das Ergebnis des CDU-Bundesvorstands, somit wurde Armin Laschet der Kanzlerkandidat der Union.
| Land               | Listenführer        |                        | Land                       | Listenführer |
| ------------------ | ------------------- | ---------------------- | -------------------------- | ------------ |
| Baden-Württemberg  | Wolfgang Schäuble   | Bayern (CSU)           | Alexander Dobrindt         |              |
| Berlin             | Monika Grütters     | Brandenburg            | Jens Koeppen               |              |
| Bremen             | Thomas Röwekamp     | Hamburg                | Christoph Ploß             |              |
| Hessen             | Helge Braun         | Mecklenburg-Vorpommern | Philipp Amthor             |              |
| Niedersachsen      | Hendrik Hoppenstedt | Nordrhein-Westfalen    | Armin Laschet              |              |
| Rheinland-Pfalz    | Julia Klöckner      | Saarland               | Annegret Kramp-Karrenbauer |              |
| Sachsen            | Marco Wanderwitz    | Sachsen-Anhalt         | Heike Brehmer              |              |
| Schleswig-Holstein | Johann Wadephul     | Thüringen              | Christian Hirte            |              |

#### SPD

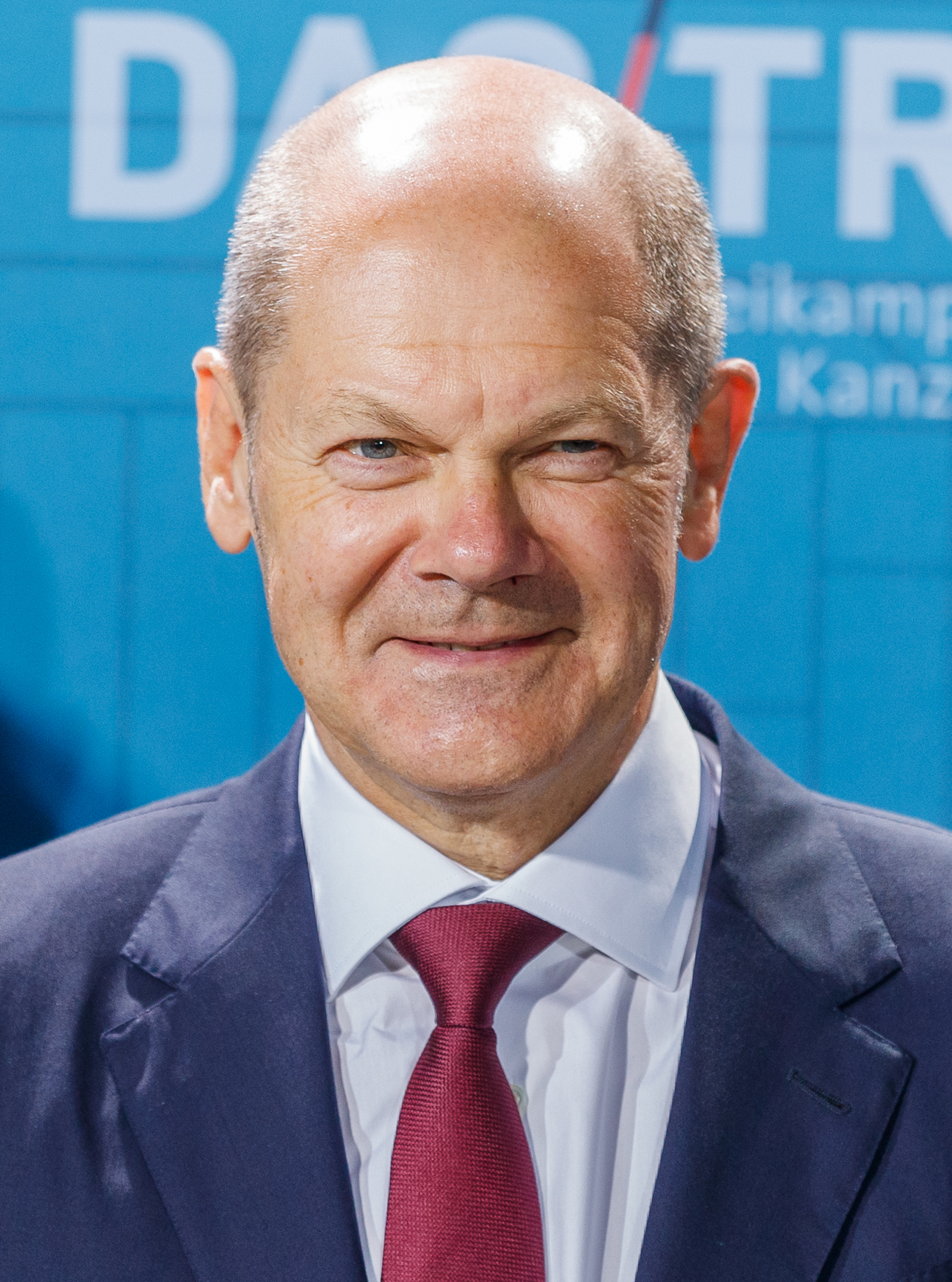
Olaf Scholz, Kanzlerkandidat der SPD

Am 10. August 2020 wurde der damalige Vizekanzler und Finanzminister Olaf Scholz auf Vorschlag der Parteispitze zum Kanzlerkandidaten erklärt. Die Entscheidung wurde über ein Jahr vor der Bundestagswahl getroffen, womit die SPD als erste Bundestagspartei den Kanzler-/Spitzenkandidaten festlegte.
Scholz war damals und auch später laut Umfragen der mit Abstand beliebteste SPD-Politiker; er war aber beim linken Parteiflügel umstritten. Ende 2019 verlor das Duo Scholz / Klara Geywitz die Wahl zum SPD-Vorsitz gegen das Duo des linken Parteiflügels, Saskia Esken und Norbert Walter-Borjans. Die beiden schlugen später Scholz als Kanzlerkandidaten vor.
| Land               | Listenführer     |                        | Land              | Listenführer |
| ------------------ | ---------------- | ---------------------- | ----------------- | ------------ |
| Baden-Württemberg  | Saskia Esken     | Bayern                 | Uli Grötsch       |              |
| Berlin             | Michael Müller   | Brandenburg            | Olaf Scholz       |              |
| Bremen             | Sarah Ryglewski  | Hamburg                | Aydan Özoğuz      |              |
| Hessen             | Michael Roth     | Mecklenburg-Vorpommern | Frank Junge       |              |
| Niedersachsen      | Hubertus Heil    | Nordrhein-Westfalen    | Rolf Mützenich    |              |
| Rheinland-Pfalz    | Thomas Hitschler | Saarland               | Heiko Maas        |              |
| Sachsen            | Holger Mann      | Sachsen-Anhalt         | Karamba Diaby     |              |
| Schleswig-Holstein | Sönke Rix        | Thüringen              | Carsten Schneider |              |

#### AfD
Das Spitzenduo wurde per Mitgliederentscheid der Parteimitglieder zwischen dem 17. und 24. Mai 2021 entschieden. Dabei traten der Co-Parteichef Tino Chrupalla gemeinsam mit der Co-Fraktionsvorsitzenden im Bundestag Alice Weidel gegen Joachim Wundrak und die Bundestagsabgeordnete Joana Cotar an. Chrupalla und Weidel setzten sich mit rund 71 Prozent der Stimmen durch und waren somit das Spitzenduo der AfD für die Bundestagswahl.
Am 30. Juli 2021 wurde die Landesliste des AfD-Landesverbandes in der Freien Hansestadt Bremen nicht zugelassen. Nach einer Beschwerde vor dem Bundeswahlausschuss wurde die Landesliste zugelassen.
| Land               | Listenführer          |                        | Land              | Listenführer |
| ------------------ | --------------------- | ---------------------- | ----------------- | ------------ |
| Baden-Württemberg  | Alice Weidel          | Bayern                 | Peter Boehringer  |              |
| Berlin             | Beatrix von Storch    | Brandenburg            | Alexander Gauland |              |
| Bremen             | Olaf Kappelt          | Hamburg                | Bernd Baumann     |              |
| Hessen             | Mariana Harder-Kühnel | Mecklenburg-Vorpommern | Leif-Erik Holm    |              |
| Niedersachsen      | Joachim Wundrak       | Nordrhein-Westfalen    | Rüdiger Lucassen  |              |
| Rheinland-Pfalz    | Sebastian Münzenmaier | Saarland               | Christian Wirth   |              |
| Sachsen            | Tino Chrupalla        | Sachsen-Anhalt         | Martin Reichardt  |              |
| Schleswig-Holstein | Uwe Witt              | Thüringen              | Stephan Brandner  |              |

#### FDP

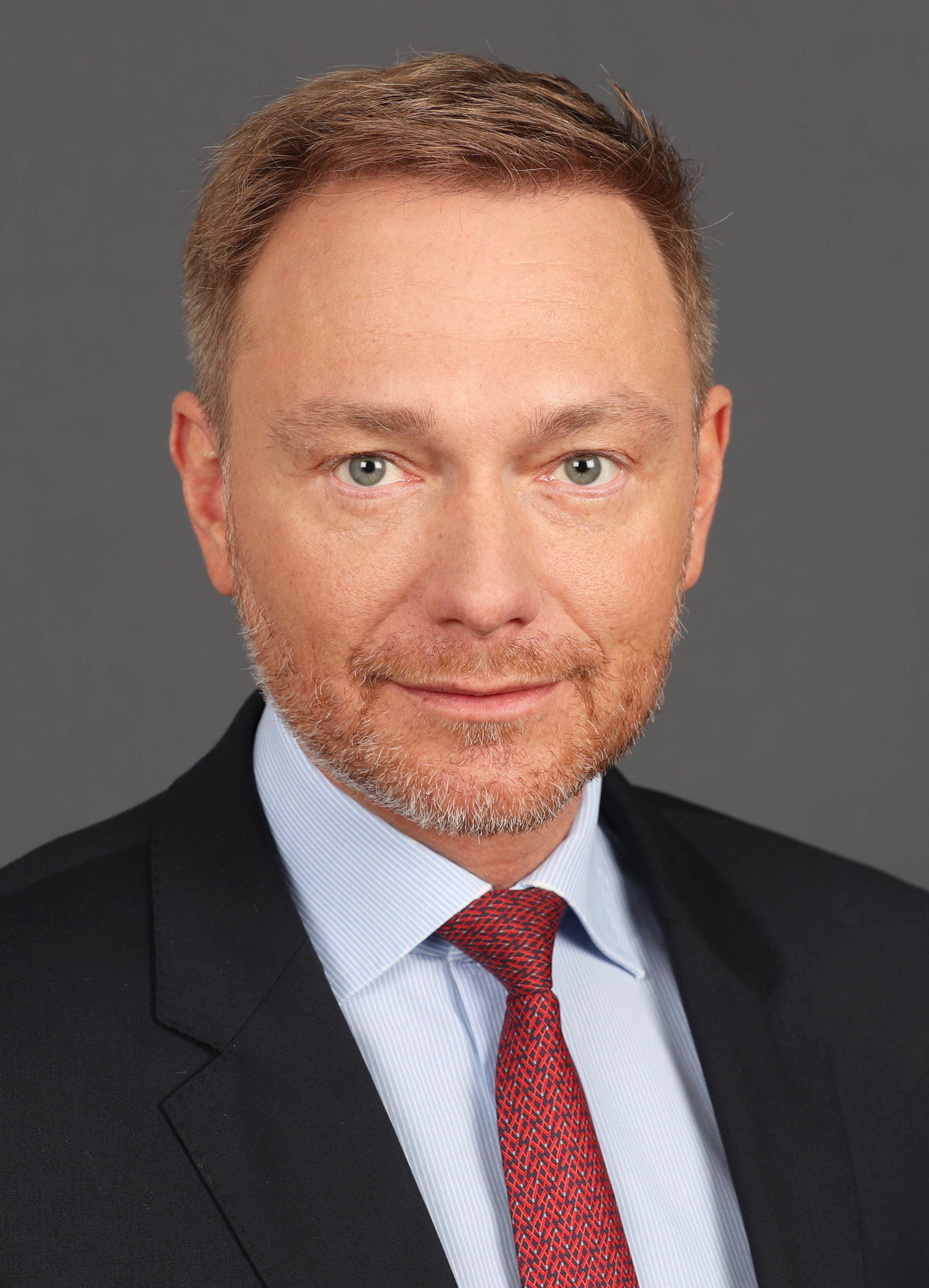
Christian Lindner, Spitzenkandidat der FDP

Am 14. Mai 2021 wurde Christian Lindner auf dem FDP-Parteitag mit 93 % erneut zum Parteivorsitzenden und gleichzeitig zum Spitzenkandidaten seiner Partei für die Bundestagswahl gewählt. Die Wahl musste formal durch Briefwahl bestätigt werden.
| Land               | Listenführer            |                        | Land              | Listenführer |
| ------------------ | ----------------------- | ---------------------- | ----------------- | ------------ |
| Baden-Württemberg  | Michael Theurer         | Bayern                 | Daniel Föst       |              |
| Berlin             | Christoph Meyer         | Brandenburg            | Linda Teuteberg   |              |
| Bremen             | Volker Redder           | Hamburg                | Michael Kruse     |              |
| Hessen             | Bettina Stark-Watzinger | Mecklenburg-Vorpommern | Hagen Reinhold    |              |
| Niedersachsen      | Christian Dürr          | Nordrhein-Westfalen    | Christian Lindner |              |
| Rheinland-Pfalz    | Volker Wissing          | Saarland               | Oliver Luksic     |              |
| Sachsen            | Torsten Herbst          | Sachsen-Anhalt         | Marcus Faber      |              |
| Schleswig-Holstein | Wolfgang Kubicki        | Thüringen              | Gerald Ullrich    |              |

#### Die Linke
Am 2. Mai 2021 wurde bekannt, dass die neu gewählte Parteivorsitzende Janine Wissler und der Co-Fraktionsvorsitzende im Bundestag Dietmar Bartsch als Spitzenduo antreten. Am 10. Mai 2021 wurde dies durch den Parteivorstand der Linken bestätigt.
| Land               | Listenführer      |                        | Land                   | Listenführer |
| ------------------ | ----------------- | ---------------------- | ---------------------- | ------------ |
| Baden-Württemberg  | Bernd Riexinger   | Bayern                 | Nicole Gohlke          |              |
| Berlin             | Petra Pau         | Brandenburg            | Christian Görke        |              |
| Bremen             | Doris Achelwilm   | Hamburg                | Żaklin Nastić          |              |
| Hessen             | Janine Wissler    | Mecklenburg-Vorpommern | Dietmar Bartsch        |              |
| Niedersachsen      | Amira Mohamed Ali | Nordrhein-Westfalen    | Sahra Wagenknecht      |              |
| Rheinland-Pfalz    | Alexander Ulrich  | Saarland               | Thomas Lutze           |              |
| Sachsen            | Katja Kipping     | Sachsen-Anhalt         | Jan Korte              |              |
| Schleswig-Holstein | Cornelia Möhring  | Thüringen              | Susanne Hennig-Wellsow |              |

#### Grüne
Nach einigen Wahlerfolgen wie beispielsweise bei der Europawahl im Mai 2019, bei der die Grünen ebenso wie bei den Landtagswahlen in Bayern und Hessen 2018 zweitstärkste Partei wurden, sowie anhaltend hohen Umfragewerten auf Bundesebene entschloss sich die Partei dazu, erstmals einen Kanzlerkandidaten aufzustellen. Die Parteivorsitzenden Annalena Baerbock und Robert Habeck hatten Anfang 2021 angekündigt, sich zwischen Ostern und Pfingsten zu einigen, wer von den beiden als Kanzlerkandidat ins Rennen geht.
Am 19. April 2021 wurde bekanntgegeben, dass Baerbock als Kanzlerkandidatin antritt. Baerbock und Habeck traten aber im Wahlkampf als Spitzenduo auf. Ihre Kampagne stand unter dem Motto „Bereit, weil ihr es seid“.
Die Grünen stellten damit erstmals in ihrer Geschichte einen Kanzlerkandidaten auf; zuvor hatte die Partei nur Spitzenkandidaten nominiert. Nach den Unionsparteien und der SPD, die seit 1949 immer einen Kanzlerkandidaten aufstellten, sowie der FDP, die dies 2002 einmalig mit Guido Westerwelle tat, waren die Grünen die insgesamt vierte Partei in Deutschland, die einen Kanzlerkandidaten aufstellte. Zudem war Baerbock nach Angela Merkel die zweite Frau in der Geschichte der Bundesrepublik, die sich um die Kanzlerschaft bewarb.
Am 30. Juli 2021 wurde die Landesliste des saarländischen Landesverbandes vom Landeswahlausschuss wegen Unregelmäßigkeiten bei der Aufstellung nicht zugelassen, sodass die Partei im Saarland nicht mit der Zweitstimme wählbar war. Diese Entscheidung wurde am 5. August 2021 vom Bundeswahlausschuss endgültig bestätigt.
| Land               | Listenführer            |                        | Land                  | Listenführer |
| ------------------ | ----------------------- | ---------------------- | --------------------- | ------------ |
| Baden-Württemberg  | Franziska Brantner      | Bayern                 | Claudia Roth          |              |
| Berlin             | Lisa Paus               | Brandenburg            | Annalena Baerbock     |              |
| Bremen             | Kirsten Kappert-Gonther | Hamburg                | Katharina Beck        |              |
| Hessen             | Bettina Hoffmann        | Mecklenburg-Vorpommern | Claudia Müller        |              |
| Niedersachsen      | Filiz Polat             | Nordrhein-Westfalen    | Britta Haßelmann      |              |
| Rheinland-Pfalz    | Tabea Rößner            | Saarland               | keine Landesliste     |              |
| Sachsen            | Paula Piechotta         | Sachsen-Anhalt         | Steffi Lemke          |              |
| Schleswig-Holstein | Luise Amtsberg          | Thüringen              | Katrin Göring-Eckardt |              |

### Weitere Parteien
Freie Wähler
Die Freien Wähler traten mit Landeslisten in allen 16 Bundesländern an. Spitzenkandidat der Partei war der stellvertretende bayerische Ministerpräsident und Wirtschaftsminister Hubert Aiwanger.
| Listenführer in den einzelnen Bundesländern | Listenführer in den einzelnen Bundesländern | Listenführer in den einzelnen Bundesländern | Listenführer in den einzelnen Bundesländern | Listenführer in den einzelnen Bundesländern |
| Land                                        | Listenführer                                |                                             | Land                                        | Listenführer                                |
| ------------------------------------------- | ------------------------------------------- | ------------------------------------------- | ------------------------------------------- | ------------------------------------------- |
| Baden-Württemberg                           | Klaus Wirthwein                             | Bayern                                      | Hubert Aiwanger                             |                                             |
| Berlin                                      | Tobias Bauer                                | Brandenburg                                 | Jörg Arnold                                 |                                             |
| Bremen                                      | Werner-Detlef Galka                         | Hamburg                                     | Christian Walbe                             |                                             |
| Hessen                                      | Laura Schulz                                | Mecklenburg-Vorpommern                      | Klaus-Dieter Gabbert                        |                                             |
| Niedersachsen                               | Claudia Theis                               | Nordrhein-Westfalen                         | Markus Krafczyk                             |                                             |
| Rheinland-Pfalz                             | Marianne Altgeld                            | Saarland                                    | Uwe Andreas Kammer                          |                                             |
| Sachsen                                     | Thomas Weidinger                            | Sachsen-Anhalt                              | Andrea Menke                                |                                             |
| Schleswig-Holstein                          | Gregor Voht                                 | Thüringen                                   | Andreas Böhme                               |                                             |

Die PARTEI
Die Partei für Arbeit, Rechtsstaat, Tierschutz, Elitenförderung und basisdemokratische Initiative trat mit Landeslisten in allen 16 Bundesländern an.
| Listenführer in den einzelnen Bundesländern | Listenführer in den einzelnen Bundesländern | Listenführer in den einzelnen Bundesländern | Listenführer in den einzelnen Bundesländern | Listenführer in den einzelnen Bundesländern |
| Land                                        | Listenführer                                |                                             | Land                                        | Listenführer                                |
| ------------------------------------------- | ------------------------------------------- | ------------------------------------------- | ------------------------------------------- | ------------------------------------------- |
| Baden-Württemberg                           | Antje Waibel                                | Bayern                                      | Cornelia Thielmann                          |                                             |
| Berlin                                      | Nora Röhner                                 | Brandenburg                                 | Bettina Franke                              |                                             |
| Bremen                                      | Alexander Lerchl                            | Hamburg                                     | Arne Ihlenfeld                              |                                             |
| Hessen                                      | Julia Krohmer                               | Mecklenburg-Vorpommern                      | Alrik Stoffers                              |                                             |
| Niedersachsen                               | Kathrin Wagner                              | Nordrhein-Westfalen                         | Mark Benecke                                |                                             |
| Rheinland-Pfalz                             | Kai Riess                                   | Saarland                                    | Michael Kiefer                              |                                             |
| Sachsen                                     | Anke Woschech                               | Sachsen-Anhalt                              | Sebastian Lovens-Cronemeyer                 |                                             |
| Schleswig-Holstein                          | Karolin Wunderlich                          | Thüringen                                   | Jan Stein                                   |                                             |

Tierschutzpartei
Die Partei Mensch Umwelt Tierschutz trat mit Landeslisten in allen 16 Bundesländern an.
| Listenführer in den einzelnen Bundesländern | Listenführer in den einzelnen Bundesländern | Listenführer in den einzelnen Bundesländern | Listenführer in den einzelnen Bundesländern | Listenführer in den einzelnen Bundesländern |
| Land                                        | Listenführer                                |                                             | Land                                        | Listenführer                                |
| ------------------------------------------- | ------------------------------------------- | ------------------------------------------- | ------------------------------------------- | ------------------------------------------- |
| Baden-Württemberg                           | Matthias Ebner                              | Bayern                                      | Susanne Wittmann                            |                                             |
| Berlin                                      | Dietrich Rink                               | Brandenburg                                 | Kerstin Hamann                              |                                             |
| Bremen                                      | Cornelia Balog-Broschinski                  | Hamburg                                     | Franzisca Heiss                             |                                             |
| Hessen                                      | Fabian Schelsky                             | Mecklenburg-Vorpommern                      | Robert Gabel                                |                                             |
| Niedersachsen                               | Susanne Berghoff                            | Nordrhein-Westfalen                         | Michael Siethoff                            |                                             |
| Rheinland-Pfalz                             | Bernd Kriebel                               | Saarland                                    | Thomas Weber                                |                                             |
| Sachsen                                     | Peter Zimmer                                | Sachsen-Anhalt                              | Burkhard Moll                               |                                             |
| Schleswig-Holstein                          | Olaf Zeuch                                  | Thüringen                                   | Ines Mittelbach                             |                                             |

NPD
Die Nationaldemokratische Partei Deutschlands trat mit Landeslisten in allen 16 Bundesländern an.
| Listenführer in den einzelnen Bundesländern | Listenführer in den einzelnen Bundesländern | Listenführer in den einzelnen Bundesländern | Listenführer in den einzelnen Bundesländern | Listenführer in den einzelnen Bundesländern |
| Land                                        | Listenführer                                |                                             | Land                                        | Listenführer                                |
| ------------------------------------------- | ------------------------------------------- | ------------------------------------------- | ------------------------------------------- | ------------------------------------------- |
| Baden-Württemberg                           | Edda Schmidt                                | Bayern                                      | Sascha Roßmüller                            |                                             |
| Berlin                                      | Andreas Käfer                               | Brandenburg                                 | Klaus Beier                                 |                                             |
| Bremen                                      | Heinz Seeger                                | Hamburg                                     | Lennart Schwarzbach                         |                                             |
| Hessen                                      | Stefan Jagsch                               | Mecklenburg-Vorpommern                      | Michael Andrejewski                         |                                             |
| Niedersachsen                               | Manfred Dammann                             | Nordrhein-Westfalen                         | Ariane Meise                                |                                             |
| Rheinland-Pfalz                             | Udo Voigt                                   | Saarland                                    | Otfried Best                                |                                             |
| Sachsen                                     | Maik Müller                                 | Sachsen-Anhalt                              | Henry Lippold                               |                                             |
| Schleswig-Holstein                          | Mark Proch                                  | Thüringen                                   | Thorsten Heise                              |                                             |

PIRATEN
Die Piratenpartei Deutschland trat mit Landeslisten in 14 Bundesländern an.
| Listenführer in den einzelnen Bundesländern | Listenführer in den einzelnen Bundesländern | Listenführer in den einzelnen Bundesländern | Listenführer in den einzelnen Bundesländern | Listenführer in den einzelnen Bundesländern |
| Land                                        | Listenführer                                |                                             | Land                                        | Listenführer                                |
| ------------------------------------------- | ------------------------------------------- | ------------------------------------------- | ------------------------------------------- | ------------------------------------------- |
| Baden-Württemberg                           | Anja Hirschel                               | Bayern                                      | Martin Kollien-Glaser                       |                                             |
| Berlin                                      | Franz Josef Schmitt                         | Brandenburg                                 | Stefan Günther                              |                                             |
| Bremen                                      | keine Landesliste                           | Hamburg                                     | Christoph Mewes                             |                                             |
| Hessen                                      | Sebastian Alscher                           | Mecklenburg-Vorpommern                      | Dennis Klüver                               |                                             |
| Niedersachsen                               | Thomas Ganskow                              | Nordrhein-Westfalen                         | Sandra Leurs                                |                                             |
| Rheinland-Pfalz                             | Bodo Noeske                                 | Saarland                                    | Klaus Schummer                              |                                             |
| Sachsen                                     | Anne Herpertz                               | Sachsen-Anhalt                              | Ernst Romoser                               |                                             |
| Schleswig-Holstein                          | keine Landesliste                           | Thüringen                                   | Peter Städter                               |                                             |

ÖDP
Die Ökologisch-Demokratische Partei trat mit Landeslisten in allen 16 Bundesländern an.
| Listenführer in den einzelnen Bundesländern | Listenführer in den einzelnen Bundesländern | Listenführer in den einzelnen Bundesländern | Listenführer in den einzelnen Bundesländern | Listenführer in den einzelnen Bundesländern |
| Land                                        | Listenführer                                |                                             | Land                                        | Listenführer                                |
| ------------------------------------------- | ------------------------------------------- | ------------------------------------------- | ------------------------------------------- | ------------------------------------------- |
| Baden-Württemberg                           | Guido Klamt                                 | Bayern                                      | Christian Rechholz                          |                                             |
| Berlin                                      | Lars C. Arnold                              | Brandenburg                                 | Thomas Löb                                  |                                             |
| Bremen                                      | Kara Tober                                  | Hamburg                                     | Hannes Lincke                               |                                             |
| Hessen                                      | Merve Hamel                                 | Mecklenburg-Vorpommern                      | Eric Klausch                                |                                             |
| Niedersachsen                               | Carsten Krehl                               | Nordrhein-Westfalen                         | Jens Geibel                                 |                                             |
| Rheinland-Pfalz                             | Erik Hofmann                                | Saarland                                    | Claus Jacob                                 |                                             |
| Sachsen                                     | Sebastian Högen                             | Sachsen-Anhalt                              | Michael Freisleben                          |                                             |
| Schleswig-Holstein                          | Thomas Weber                                | Thüringen                                   | Peter Schneider                             |                                             |

MLPD
Die Marxistisch-Leninistische Partei Deutschlands trat mit Landeslisten in allen 16 Bundesländern an. Bundesweite Spitzenkandidatin war Gabi Fechtner.
| Listenführer in den einzelnen Bundesländern | Listenführer in den einzelnen Bundesländern | Listenführer in den einzelnen Bundesländern | Listenführer in den einzelnen Bundesländern | Listenführer in den einzelnen Bundesländern |
| Land                                        | Listenführer                                |                                             | Land                                        | Listenführer                                |
| ------------------------------------------- | ------------------------------------------- | ------------------------------------------- | ------------------------------------------- | ------------------------------------------- |
| Baden-Württemberg                           | Monika Gärtner-Engel                        | Bayern                                      | Patrick Ziegler                             |                                             |
| Berlin                                      | Claudius Reich                              | Brandenburg                                 | Antje Grütte                                |                                             |
| Bremen                                      | Lena Barbara Salomon                        | Hamburg                                     | Uwe Wagner                                  |                                             |
| Hessen                                      | Peter Weispfennig                           | Mecklenburg-Vorpommern                      | Barbara Schilke                             |                                             |
| Niedersachsen                               | Lisa Gärtner                                | Nordrhein-Westfalen                         | Gabi Fechtner                               |                                             |
| Rheinland-Pfalz                             | Lieselotte Seiberth                         | Saarland                                    | Rolf Tickert                                |                                             |
| Sachsen                                     | Günter Slave                                | Sachsen-Anhalt                              | Adrian Manuel Mauson                        |                                             |
| Schleswig-Holstein                          | Maria Meyer                                 | Thüringen                                   | Tassilo Timm                                |                                             |

Die Humanisten
Die Partei der Humanisten trat mit Landeslisten in allen Bundesländern außer dem Saarland an.
| Listenführer in den einzelnen Bundesländern | Listenführer in den einzelnen Bundesländern | Listenführer in den einzelnen Bundesländern | Listenführer in den einzelnen Bundesländern | Listenführer in den einzelnen Bundesländern |
| Land                                        | Listenführer                                |                                             | Land                                        | Listenführer                                |
| ------------------------------------------- | ------------------------------------------- | ------------------------------------------- | ------------------------------------------- | ------------------------------------------- |
| Baden-Württemberg                           | Andreas Schäfer                             | Bayern                                      | Michael Ziegelmeir                          |                                             |
| Berlin                                      | Maria Krause                                | Brandenburg                                 | Tim Ewert                                   |                                             |
| Bremen                                      | Julia Kreitz                                | Hamburg                                     | Michael Brandt                              |                                             |
| Hessen                                      | Felix Möller                                | Mecklenburg-Vorpommern                      | Tom Kühnel                                  |                                             |
| Niedersachsen                               | Leonard Frank                               | Nordrhein-Westfalen                         | Leonard Niesik                              |                                             |
| Rheinland-Pfalz                             | Holger Schlenger                            | Saarland                                    | keine Landesliste                           |                                             |
| Sachsen                                     | Dominic Eberle                              | Sachsen-Anhalt                              | Martin Wilhelm                              |                                             |
| Schleswig-Holstein                          | Marvin Weidemeier                           | Thüringen                                   | Narek Avetisyan                             |                                             |

dieBasis
Die Basisdemokratische Partei Deutschland trat mit Landeslisten in 15 Bundesländern an.
| Listenführer in den einzelnen Bundesländern | Listenführer in den einzelnen Bundesländern | Listenführer in den einzelnen Bundesländern | Listenführer in den einzelnen Bundesländern | Listenführer in den einzelnen Bundesländern |
| Land                                        | Listenführer                                |                                             | Land                                        | Listenführer                                |
| ------------------------------------------- | ------------------------------------------- | ------------------------------------------- | ------------------------------------------- | ------------------------------------------- |
| Baden-Württemberg                           | Marianne Müller                             | Bayern                                      | Andreas Sönnichsen                          |                                             |
| Berlin                                      | keine Landesliste                           | Brandenburg                                 | Wilfried von Aswegen                        |                                             |
| Bremen                                      | Ronald-Oliver Marahrens                     | Hamburg                                     | Kai Lüdders                                 |                                             |
| Hessen                                      | Rüdiger Schapner                            | Mecklenburg-Vorpommern                      | Wolfgang Wodarg                             |                                             |
| Niedersachsen                               | Michael Fritsch                             | Nordrhein-Westfalen                         | Dirk Sattelmaier                            |                                             |
| Rheinland-Pfalz                             | Jens Steuler                                | Saarland                                    | Steffi Richter                              |                                             |
| Sachsen                                     | Christoph Heinritz-Bechtel                  | Sachsen-Anhalt                              | Reiner Fuellmich                            |                                             |
| Schleswig-Holstein                          | David Claudio Siber                         | Thüringen                                   | Ulrich Josef Masuth                         |                                             |

Team Todenhöfer
Das Team Todenhöfer trat mit Landeslisten in 15 Bundesländern an.
| Listenführer in den einzelnen Bundesländern | Listenführer in den einzelnen Bundesländern | Listenführer in den einzelnen Bundesländern | Listenführer in den einzelnen Bundesländern | Listenführer in den einzelnen Bundesländern |
| Land                                        | Listenführer                                |                                             | Land                                        | Listenführer                                |
| ------------------------------------------- | ------------------------------------------- | ------------------------------------------- | ------------------------------------------- | ------------------------------------------- |
| Baden-Württemberg                           | Philipp Ruckaberle                          | Bayern                                      | Jürgen Todenhöfer                           |                                             |
| Berlin                                      | Havva Öruc                                  | Brandenburg                                 | Dilara Ejder                                |                                             |
| Bremen                                      | Çiğdem Ekiz                                 | Hamburg                                     | Sarah El Jobeili                            |                                             |
| Hessen                                      | Khurrem Akhtar                              | Mecklenburg-Vorpommern                      | Belange Biteke                              |                                             |
| Niedersachsen                               | Bedia Kurt                                  | Nordrhein-Westfalen                         | Sophia Jäger                                |                                             |
| Rheinland-Pfalz                             | Özenç Aslan                                 | Saarland                                    | Tobias Metz                                 |                                             |
| Sachsen                                     | Fanny Francke                               | Sachsen-Anhalt                              | keine Landesliste                           |                                             |
| Schleswig-Holstein                          | Amina Zink                                  | Thüringen                                   | Nadine Elsharkawi                           |                                             |

Volt
Volt Deutschland, eine Sektion von Volt Europa, trat mit Landeslisten in allen 16 Bundesländern an. Auf dem Bundesparteitag am 30. Mai 2021 wurden Rebekka Müller (aus Nordrhein-Westfalen) und Hans-Günter Brünker (aus Bayern) als Bundesspitzenkandidaten gewählt.
| Listenführer in den einzelnen Bundesländern | Listenführer in den einzelnen Bundesländern | Listenführer in den einzelnen Bundesländern | Listenführer in den einzelnen Bundesländern | Listenführer in den einzelnen Bundesländern |
| Land                                        | Listenführer                                |                                             | Land                                        | Listenführer                                |
| ------------------------------------------- | ------------------------------------------- | ------------------------------------------- | ------------------------------------------- | ------------------------------------------- |
| Baden-Württemberg                           | Jördis Hollnagel                            | Bayern                                      | Sophie Griesbacher                          |                                             |
| Berlin                                      | Valerie Sternberg-Irvani                    | Brandenburg                                 | Evelyn Steffens                             |                                             |
| Bremen                                      | Anna Laura Tiessen                          | Hamburg                                     | Luca Alexandra Beitz                        |                                             |
| Hessen                                      | Dagmar Maria Heil                           | Mecklenburg-Vorpommern                      | Steve Hildebrandt                           |                                             |
| Niedersachsen                               | Caroline Flohr                              | Nordrhein-Westfalen                         | Rebekka Müller                              |                                             |
| Rheinland-Pfalz                             | Alexandra Barsuhn                           | Saarland                                    | Nicolas Künzel                              |                                             |
| Sachsen                                     | Jessica Roitzsch                            | Sachsen-Anhalt                              | Dirk Schermer                               |                                             |
| Schleswig-Holstein                          | Katharina Wäger                             | Thüringen                                   | Leonard Sophie Trautmann                    |                                             |

## Koalitionsaussagen vor der Wahl
Der SPD-Kanzlerkandidat Olaf Scholz bevorzugte bei einer Politiker-Befragung des WDR eine Neuauflage der Großen Koalition mit der CDU/CSU gegenüber einer Rot-rot-grünen Koalition, denn die Linke stehe ihm in einigen Punkten gegenüber, wie einem „klare[n] Bekenntnis zur Nato, zu soliden Haushalten und zur transatlantischen Partnerschaft.“ „Diese Anforderungen sind unverhandelbar“, so Scholz. Er schloss eine solche Koalition aber nicht kategorisch aus. Er hoffe auf eine Mehrheit für eine Koalition SPD/Grüne (rot-grüne Koalition): „Ich möchte gerne mit den Grünen zusammen regieren“. Scholz erwog zudem, sich mit FDP und Grünen (Ampel-Koalition) ins Kanzleramt wählen zu lassen.
Die Kanzlerkandidatin Annalena Baerbock erklärte, dass sie mit den Grünen eine Koalition mit der SPD anstrebe. Bezüglich einer Koalition mit SPD und Linken sehe sie zwar unüberwindbare Diskrepanzen in der Außenpolitik, schließe sie dennoch nicht aus.
Der FDP-Vorsitzende Christian Lindner zeigte sich offen für die Bildung einer Schwarz-rot-gelben Koalition oder einer Jamaika-Koalition und bezeichnete diese beiden Koalitionsvarianten als „gleichwertige Optionen“, eine Koalition aus SPD, Grüne und FDP (Ampel-Koalition) halte er für „inhaltlich und rechnerisch“ schwer vorstellbar. Er machte deutlich, mit wem er am liebsten regieren würde: „Die Union hat Armin Laschet nominiert, den wir kennen und schätzen aus der erfolgreichen Regierungszusammenarbeit in Nordrhein-Westfalen.“
Die Vorsitzende der Linken, Susanne Hennig-Wellsow, sah gute Chancen für ein Bündnis mit SPD und Grünen nach der Bundestagswahl. Es sei das erste Mal in der Geschichte der Partei, dass man sich so ernsthaft auf Sondierungen vorbereite: „Das Fenster ist so weit geöffnet wie noch nie. Wann, wenn nicht jetzt?“
Eine Zusammenarbeit mit der AfD wurde von allen anderen Parteien ausgeschlossen; CDU und FDP schlossen ferner eine Koalition mit den Linken aus.

## Fernsehformate

### Trielle und Debatten

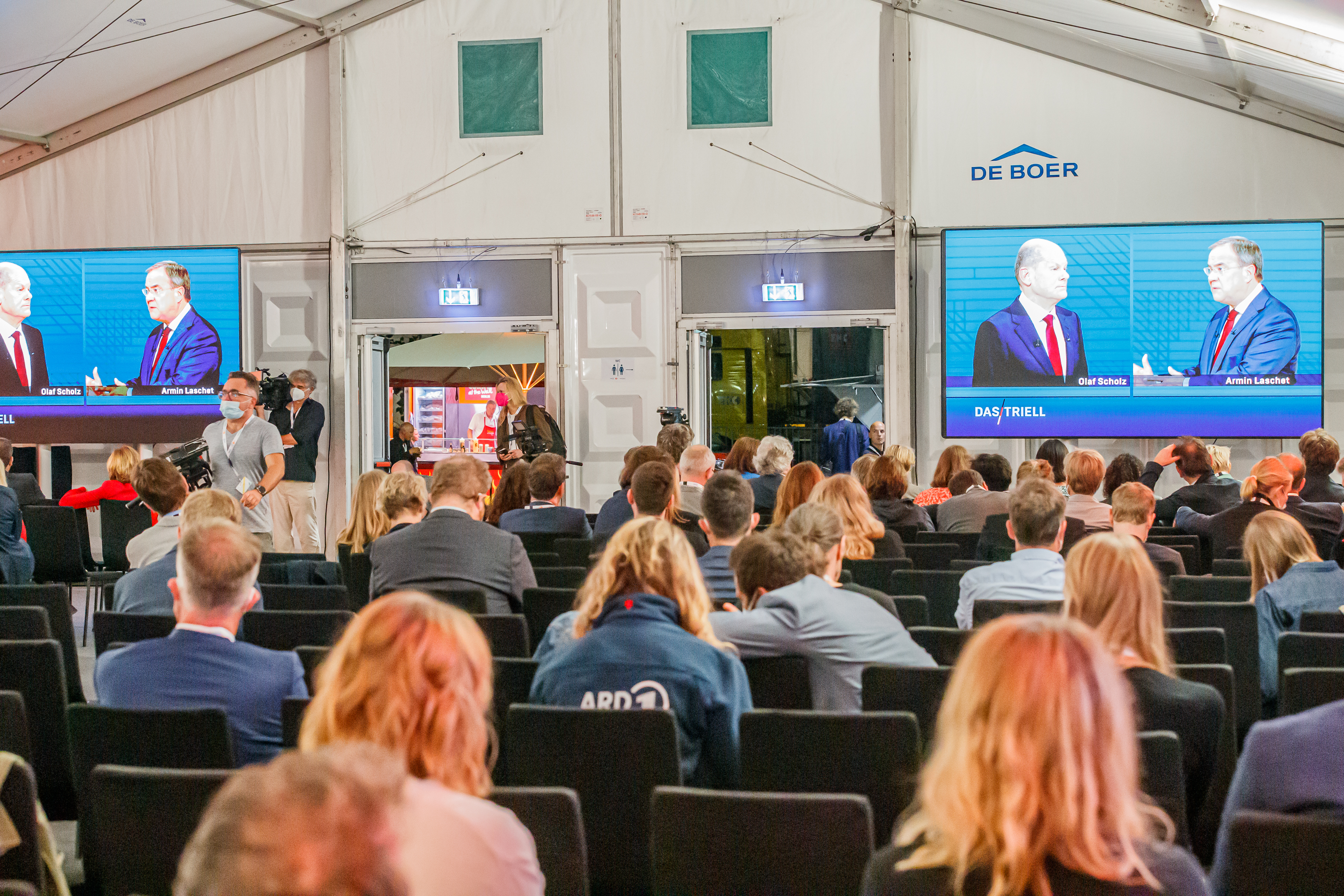
Übertragung des Triells von ARD und ZDF für die Presse

Erstmals in der Geschichte der Bundesrepublik wurden die traditionellen Fernsehduelle nicht mehr als Zweikampf, sondern als Dreikampf veranstaltet und deshalb als Trielle bezeichnet. Grund dafür war die Stärke der Grünen bei der Europawahl 2019 und vergangenen Landtagswahlen sowie laut Meinungsumfragen auf Bundesebene. Zusätzlich wurden Diskussionsrunden mit den Spitzenkandidaten aller oder den restlichen im Bundestag vertretenen Parteien übertragen.
| Datum              | Format                                                                    | Sender                     | Moderation                             | Laschet | Scholz | Baerbock | Weidel | Lindner | Wissler | Dobrindt/Söder |
| ------------------ | ------------------------------------------------------------------------- | -------------------------- | -------------------------------------- | ------- | ------ | -------- | ------ | ------- | ------- | -------------- |
| 17. Mai 2021       | „Wer schafft’s ins Kanzleramt?“                                           | rbb                        | Angela Ulrich Stefan Braun             | NE      | T      | T        | NE     | NE      | NE      | NE             |
| 20. Mai 2021       | „WDR Europaforum 2021“                                                    | WDR tagesschau24           | Ellen Ehni                             | T       | T      | T        | NE     | NE      | NE      | NE             |
| 26. Juni 2021      | Deutschlands Rolle in der Welt – das Triell \| Baerbock. Laschet. Scholz. | tagesschau24               | Tina Hassel Wolfgang Ischinger         | T       | T      | T        | NE     | NE      | NE      | NE             |
| 29. August 2021    | „Das Triell: Baerbock, Laschet, Scholz – Neustart für Deutschland“        | RTL n-tv                   | Pinar Atalay Peter Kloeppel            | T       | T      | T        | NE     | NE      | NE      | NE             |
| 12. September 2021 | „Das Triell – Dreikampf ums Kanzleramt“                                   | Das Erste ZDF              | Maybrit Illner Oliver Köhr             | T       | T      | T        | NE     | NE      | NE      | NE             |
| 13. September 2021 | „Der Vierkampf nach dem Triell“                                           | Das Erste                  | Ellen Ehni Christian Nitsche           | NE      | NE     | NE       | T      | T       | T       | T              |
| 19. September 2021 | „Das TV-Triell“                                                           | ProSieben Sat.1 Kabel eins | Linda Zervakis Claudia von Brauchitsch | T       | T      | T        | NE     | NE      | NE      | NE             |
| 23. September 2021 | „Schlussrunde der Spitzenkandidaten“                                      | Das Erste ZDF              | Tina Hassel Theo Koll                  | T       | T      | T        | T      | T       | T       | T              |

Legende: T: teilgenommen, NE: nicht eingeladen
| Datum              | Format                                                             | Sender     | Zuschauer Gesamt | 14 bis 49 Jahre | Marktanteil Gesamt | 14 bis 49 Jahre |
| ------------------ | ------------------------------------------------------------------ | ---------- | ---------------- | --------------- | ------------------ | --------------- |
| 29. August 2021    | „Das Triell: Baerbock, Laschet, Scholz – Neustart für Deutschland“ | RTL        | 5,05 Mio.        | 2,18 Mio.       | 16,4 %             | 25,9 %          |
| 12. September 2021 | „Das Triell – Dreikampf ums Kanzleramt“                            | Das Erste  | 7,36 Mio.        | 2,64 Mio.       | 24,2 %             | 29,3 %          |
| 12. September 2021 | „Das Triell – Dreikampf ums Kanzleramt“                            | ZDF        | 3,51 Mio.        | 0,95 Mio.       | 11,5 %             | 10,5 %          |
| 13. September 2021 | „Der Vierkampf nach dem Triell“                                    | Das Erste  | 3,66 Mio.        | 1,13 Mio.       | 13,1 %             | 15,6 %          |
| 19. September 2021 | „Das TV-Triell“                                                    | ProSieben  | 1,20 Mio.        | 0,77 Mio.       | 3,8 %              | 8,6 %           |
| 19. September 2021 | „Das TV-Triell“                                                    | Sat.1      | 2,22 Mio.        | 1,15 Mio.       | 7,0 %              | 12,9 %          |
| 19. September 2021 | „Das TV-Triell“                                                    | Kabel eins | 0,65 Mio.        | 0,32 Mio.       | 2,1 %              | 3,6 %           |
| 23. September 2021 | „Schlussrunde der Spitzenkandidaten“                               | Das Erste  | 3,92 Mio.        | 1,15 Mio.       | 15,1 %             | 17,2 %          |
| 23. September 2021 | „Schlussrunde der Spitzenkandidaten“                               | ZDF        | 2,78 Mio.        | 0,51 Mio.       | 10,7 %             | 7,6 %           |

### Einzelgespräche
Des Weiteren strahlten Das Erste, ZDF, RTL sowie ProSieben Sendungen mit ausführlicheren Einzelgesprächen mit den Kanzlerkandidaten aus.
| Datum              | Format                                                     | Format                                                     | Sender            | Ausgabe           | Gast            | Gast              | Moderation                      | Quoten                                                            | Quoten                                                            | Quoten                                                            | Quoten                                                            |
| Datum              | Format                                                     | Format                                                     | Sender            | Ausgabe           | Gast            | Gast              | Moderation                      | Zuschauer                                                         | Zuschauer                                                         | Marktanteil                                                       | Marktanteil                                                       |
| Datum              | Format                                                     | Format                                                     | Sender            | Ausgabe           | Gast            | Gast              | Moderation                      | Gesamt                                                            | 14 bis 49 Jahre                                                   | Gesamt                                                            | 14 bis 49 Jahre                                                   |
| ------------------ | ---------------------------------------------------------- | ---------------------------------------------------------- | ----------------- | ----------------- | --------------- | ----------------- | ------------------------------- | ----------------------------------------------------------------- | ----------------------------------------------------------------- | ----------------------------------------------------------------- | ----------------------------------------------------------------- |
| 19. April 2021     | „ProSieben Spezial Live: Das Kanzlerkandidat/in-Interview“ | „ProSieben Spezial Live: Das Kanzlerkandidat/in-Interview“ | ProSieben         | 1                 |                 | Annalena Baerbock | Katrin Bauerfeind Thilo Mischke | 1,07 Mio.                                                         | 0,72 Mio.                                                         | 3,3 %                                                             | 8,5 %                                                             |
| 12. Mai 2021       | „ProSieben Spezial Live: Das Kanzlerkandidat/in-Interview“ | „ProSieben Spezial Live: Das Kanzlerkandidat/in-Interview“ | ProSieben         | 2                 |                 | Olaf Scholz       | Linda Zervakis Louis Klamroth   | 0,74 Mio.                                                         | 0,45 Mio.                                                         | 2,5 %                                                             | 6,4 %                                                             |
| 17. Mai 2021       | „ProSieben Spezial Live: Das Kanzlerkandidat/in-Interview“ | „ProSieben Spezial Live: Das Kanzlerkandidat/in-Interview“ | ProSieben         | 3                 |                 | Armin Laschet     | Linda Zervakis Louis Klamroth   | 0,94 Mio.                                                         | 0,63 Mio.                                                         | 3,0 %                                                             | 7,7 %                                                             |
| 20. April 2021     | „Was nun, …?“                                              | „Was nun, …?“                                              | ZDF               | 1                 |                 | Armin Laschet     | Bettina Schausten Peter Frey    | 3,48 Mio.                                                         | 0,38 Mio.                                                         | 14,0 %                                                            | 6,1 %                                                             |
| 3. Mai 2021        | „Was nun, …?“                                              | „Was nun, …?“                                              | ZDF               | 2                 |                 | Olaf Scholz       | Bettina Schausten Peter Frey    | 2,62 Mio.                                                         | 0,27 Mio.                                                         | 10,1 %                                                            | 4,7 %                                                             |
| 10. Mai 2021       | „Was nun, …?“                                              | „Was nun, …?“                                              | ZDF               | 3                 |                 | Annalena Baerbock | Bettina Schausten Peter Frey    | 3,26 Mio.                                                         | 0,31 Mio.                                                         | 13,5 %                                                            | 6,0 %                                                             |
| 20. April 2021     | „Farbe bekennen“                                           | „Farbe bekennen“                                           | Das Erste         | 1                 |                 | Armin Laschet     | Oliver Köhr Tina Hassel         | 4,00 Mio.                                                         | 0,76 Mio.                                                         | 12,9 %                                                            | 9,3 %                                                             |
| 10. Juni 2021      | „Farbe bekennen“                                           | „Farbe bekennen“                                           | Das Erste         | 2                 |                 | Annalena Baerbock | Oliver Köhr Tina Hassel         | 3,67 Mio.                                                         | 0,61 Mio.                                                         | 14,9 %                                                            | 10,6 %                                                            |
| 14. Juni 2021      | „Farbe bekennen“                                           | „Farbe bekennen“                                           | Das Erste         | 3                 |                 | Olaf Scholz       | Ellen Ehni Oliver Köhr          | 4,22 Mio.                                                         | 1,02 Mio.                                                         | 18,1 %                                                            | 17,4 %                                                            |
| 24. August 2021    | „Am Tisch mit …“                                           | „Am Tisch mit …“                                           | RTL               | 1                 |                 | Annalena Baerbock | Peter Kloeppel                  | 0,55 Mio.                                                         | 0,19 Mio.                                                         | 3,9 %                                                             | 5,3 %                                                             |
| 19. September 2021 | „Am Tisch mit …“                                           | „Am Tisch mit …“                                           | RTL               | 2                 |                 | Armin Laschet     | Peter Kloeppel                  | 1,22 Mio.                                                         | 0,41 Mio.                                                         | 4,8 %                                                             | 6,7 %                                                             |
| 20. September 2021 | „Am Tisch mit …“                                           | „Am Tisch mit …“                                           | RTL               | 3                 |                 | Olaf Scholz       | Peter Kloeppel                  | 1,00 Mio.                                                         | 0,32 Mio.                                                         | 7,0 %                                                             | 8,6 %                                                             |
| 1. September 2021  | „Die ProSieben-Bundestagswahl-Show“ a                      | „Die ProSieben-Bundestagswahl-Show“ a                      | ProSieben         | 1                 |                 | Annalena Baerbock | Louis Klamroth                  | 0,95 Mio.                                                         | 0,56 Mio.                                                         | 3,7 %                                                             | 9,3 %                                                             |
| 15. September 2021 | „Die ProSieben-Bundestagswahl-Show“ a                      | „Die ProSieben-Bundestagswahl-Show“ a                      | ProSieben         | 2                 |                 | Olaf Scholz       | Louis Klamroth                  | 0,71 Mio.                                                         | 0,39 Mio.                                                         | 2,7 %                                                             | 5,8 %                                                             |
| 6. September 2021  | „ARD-Wahlarena“                                            | „ARD-Wahlarena“                                            | Das Erste         | 1                 |                 | Annalena Baerbock | Andreas Cichowicz Ellen Ehni    | 2,99 Mio.                                                         | 0,81 Mio.                                                         | 11,0 %                                                            | 11,7 %                                                            |
| 7. September 2021  | „ARD-Wahlarena“                                            | „ARD-Wahlarena“                                            | Das Erste         | 2                 |                 | Olaf Scholz       | Andreas Cichowicz Ellen Ehni    | 3,86 Mio.                                                         | 0,91 Mio.                                                         | 14,7 %                                                            | 14,4 %                                                            |
| 15. September 2021 | „ARD-Wahlarena“                                            | „ARD-Wahlarena“                                            | Das Erste         | 3                 |                 | Armin Laschet     | Andreas Cichowicz Ellen Ehni    | 2,72 Mio.                                                         | 0,75 Mio.                                                         | 10,2 %                                                            | 11,1 %                                                            |
| 9. September 2021  | „Klartext“                                                 | „Klartext“                                                 | ZDF               | 1                 |                 | Armin Laschet     | Bettina Schausten Peter Frey    | 3,44 Mio.                                                         | 0,67 Mio.                                                         | 13,5 %                                                            | 10,3 %                                                            |
| 14. September 2021 | „Klartext“                                                 | „Klartext“                                                 | ZDF               | 2                 |                 | Olaf Scholz       | Bettina Schausten Peter Frey    | 3,02 Mio.                                                         | 0,56 Mio.                                                         | 11,3 %                                                            | 8,0 %                                                             |
| 16. September 2021 | „Klartext“                                                 | „Klartext“                                                 | ZDF               | 3                 |                 | Annalena Baerbock | Bettina Schausten Peter Frey    | 2,78 Mio.                                                         | 0,72 Mio.                                                         | 10,7 %                                                            | 11,2 %                                                            |
| Kanzlerkandidat    | Kanzlerkandidat                                            | Kanzlerkandidat                                            | Kanzlerkandidat   | Kanzlerkandidat   | Kanzlerkandidat | Kanzlerkandidat   | Kanzlerkandidat                 | Durchschnittliche Quoten zu Einzelsendungen der Kanzlerkandidaten | Durchschnittliche Quoten zu Einzelsendungen der Kanzlerkandidaten | Durchschnittliche Quoten zu Einzelsendungen der Kanzlerkandidaten | Durchschnittliche Quoten zu Einzelsendungen der Kanzlerkandidaten |
| Kanzlerkandidat    | Kanzlerkandidat                                            | Kanzlerkandidat                                            | Kanzlerkandidat   | Kanzlerkandidat   | Kanzlerkandidat | Kanzlerkandidat   | Kanzlerkandidat                 | Zuschauer                                                         | Zuschauer                                                         | Marktanteil                                                       | Marktanteil                                                       |
| Kanzlerkandidat    | Kanzlerkandidat                                            | Kanzlerkandidat                                            | Kanzlerkandidat   | Kanzlerkandidat   | Kanzlerkandidat | Kanzlerkandidat   | Kanzlerkandidat                 | Gesamt                                                            | 14 bis 49 Jahre                                                   | Gesamt                                                            | 14 bis 49 Jahre                                                   |
| 1                  |                                                            | Olaf Scholz                                                | Olaf Scholz       | Olaf Scholz       | SPD             | SPD               | SPD                             | 2,31 Mio.                                                         | 0,56 Mio.                                                         | 9,5 %                                                             | 9,3 %                                                             |
| 2                  |                                                            | Armin Laschet a                                            | Armin Laschet a   | Armin Laschet a   | CDU/CSU         | CDU/CSU           | CDU/CSU                         | 2,26 Mio.                                                         | 0,51 Mio.                                                         | 8,3 %                                                             | 7,3 %                                                             |
| 3                  |                                                            | Annalena Baerbock                                          | Annalena Baerbock | Annalena Baerbock | Grüne           | Grüne             | Grüne                           | 2,18 Mio.                                                         | 0,56 Mio.                                                         | 8,7 %                                                             | 8,9 %                                                             |

### Dokumentarfilme
| Datum              | Format                                                                                                  | Sender    | Zuschauer | Zuschauer       | Marktanteil | Marktanteil     |
| Datum              | Format                                                                                                  | Sender    | gesamt    | 14 bis 49 Jahre | gesamt      | 14 bis 49 Jahre |
| ------------------ | --- | --------- | --------- | --------------- | ----------- | --------------- |
| 28. August 2021    | „Die wollen da rein – Der Kampf ums Kanzleramt“                                                         | Das Erste | 2,11 Mio. | 0,72 Mio.       | 12,0 %      | 11,5 %          |
| 9. September 2021  | „Kannste Kanzleramt? – Baerbock, Laschet und Scholz zurück in der Schule“                               | Sat.1     | 1,08 Mio. | 0,56 Mio.       | 04,4 %      | 09,0 %          |
| 20. September 2021 | Wege zur Macht. Deutschlands Entscheidungsjahr. Langzeitbeobachtung der Kanzlerkandidaten im Wahlkampf. | Das Erste | 2,25 Mio. | 0,64 Mio.       | 08,1 %      | 09,1 %          |
| 21. September 2021 | ZDFzeit Macht. Wechsel. Der Kampf ums Kanzleramt                                                        | ZDF       | 2,38 Mio. | n. a.           | 08,7 %      | 08,6 %          |

## Umfragen und Prognosen

Umfrageverlauf seit der Bundestagswahl 2017

Die projizierten Werte in den Umfragen der Institute waren in den vier Jahren zwischen beiden Wahlen großen Veränderungen unterworfen. Das erste Jahr nach der Bundestagswahl 2017 war insbesondere von dem Aufschwung der Grünen gekennzeichnet, welche mit 8,9 % bei der vergangenen Wahl noch die kleinste der sechs Fraktionen stellte, im Oktober und November 2018 jedoch mit über 20 % nur noch wenige Prozentpunkte hinter der Union lag. Zu diesem Zeitpunkt lagen SPD und AfD nah beieinander mit jeweils 14 bis 17 Prozent, was sich mit einer Unterbrechung bis Anfang 2020 fortsetzte. Im Juni 2019 sprangen die Grünen ruckartig auf bis zu 27 Prozent an, womit sie in einzelnen Umfragen sogar vor der Union lagen, wenngleich sich der Abstand zwischen beiden Parteien in den folgenden Monaten wieder einstellte. Parallel zum Ausbruch der COVID-19-Pandemie in Deutschland gewann die Union im März und April 2020 massiv an Zustimmung hinzu. Von ursprünglich um die 26 Prozent, stiegen ihre projizierten Werte auf bis zu 40 Prozent, während vor allem Grüne und AfD in den Umfragen sanken. Diese Hochphase hielt bis etwa Februar 2021 an. Dann verlor die Union ebenso drastisch wieder an Zuspruch, während Grüne und auch die FDP profitierten. Die Union lag Anfang Mai mit 23 % hinter den Grünen, denen in der Spitze erneut Werte von bis zu 28 % bescheinigt wurden. Die Grünen verloren in den Monaten vor der Wahl jedoch wieder scharf. Von den Zerwürfnissen infolge des Hochwassers der Ahr im Juli 2021 profitierte hingegen die SPD stark.
Die folgende Tabelle zeigt die jeweils letzte Sonntagsfrage der Umfrageinstitute vor der Wahl:
| Institut                | Datum      | Union  | SPD    | AfD    | FDP    | Linke | Grüne  | FW    | Sonst. |
| ----------------------- | ---------- | ------ | ------ | ------ | ------ | ----- | ------ | ----- | ------ |
| Wahl zum 20. Bundestag  | 26.09.2021 | 24,1 % | 25,7 % | 10,4 % | 11,4 % | 4,9 % | 14,7 % | 2,4 % | 6,3 %  |
| Allensbach              | 24.09.2021 | 25 %   | 26 %   | 10 %   | 10,5 % | 5 %   | 16 %   | —     | 7,5 %  |
| Kantar                  | 23.09.2021 | 21 %   | 25 %   | 11 %   | 11 %   | 7 %   | 16 %   | —     | 9 %    |
| Forsa                   | 24.09.2021 | 22 %   | 25 %   | 10 %   | 12 %   | 6 %   | 17 %   | 3 %   | 5 %    |
| Forschungsgruppe Wahlen | 23.09.2021 | 23 %   | 25 %   | 10 %   | 11 %   | 6 %   | 16,5 % | 3 %   | 5,5 %  |
| GMS                     | 14.09.2021 | 23 %   | 25 %   | 11 %   | 13 %   | 6 %   | 16 %   | —     | 6 %    |
| Infratest dimap         | 16.09.2021 | 22 %   | 26 %   | 11 %   | 11 %   | 6 %   | 15 %   | 3 %   | 6 %    |
| INSA                    | 20.09.2021 | 22 %   | 25 %   | 11 %   | 12 %   | 6,5 % | 15 %   | —     | 8,5 %  |
| YouGov                  | 23.09.2021 | 21 %   | 25 %   | 12 %   | 11 %   | 7 %   | 14 %   | 2 %   | 7 %    |
| Wahl zum 19. Bundestag  | 24.09.2017 | 32,9 % | 20,5 % | 12,6 % | 10,7 % | 9,2 % | 8,9 %  | 1,0 % | 4,0 %  |

## Ergebnis

### Gesamtergebnis

Relativer prozentualer Zweitstimmenanteil der Bundestagsparteien unter Einbezug der „stärksten Partei“, der 14.465.428 Nichtwähler. Andere Parteien sind unter „Sonst.“ zusammengefasst, Angaben gerundet.

Die Wahlbeteiligung betrug 76,4 %. 0,9 % der abgegebenen Zweitstimmen waren ungültig. Durch die Fünf-Prozent-Hürde der Sperrklausel sind 8,6 % der Zweitstimmen nicht im Bundestag berücksichtigt.
Ergebnis der Wiederholungswahl in Teilen Berlins am 11.02.2024.
| Listen                                                                      | Listen               | Erststimmen | Erststimmen | Erststimmen | Erststimmen | Zweitstimmen | Zweitstimmen | Zweitstimmen | Zweitstimmen | Mandate | Mandate |
| Listen                                                                      | Listen               | Stimmen     | %           | +/-         | Mandate     | Stimmen      | %            | +/-          | Mandate      | Anzahl  | +/-     |
| --------------------------------------------------------------------------- | -------------------- | ----------- | ----------- | ----------- | ----------- | ------------ | ------------ | ------------ | ------------ | ------- | ------- |
|                                                                             | SPD                  | 12.184.096  | 26,4        | +1,8        | 121         | 11.901.558   | 25,7         | +5,2         | 85           | 206     | +53     |
|                                                                             | CDU                  | 10.445.920  | 22,6        | −7,6        | 98          | 8.774.920    | 19,0         | −7,8         | 54           | 152     | −48     |
|                                                                             | Grüne                | 6.435.380   | 13,9        | +5,8        | 16          | 6.814.408    | 14,7         | +5,9         | 102          | 118     | +51     |
|                                                                             | FDP                  | 4.019.565   | 8,7         | +1,7        | –           | 5.291.013    | 11,4         | +0,7         | 91           | 91      | +11     |
|                                                                             | AfD                  | 4.699.926   | 10,2        | −1,3        | 16          | 4.809.233    | 10,4         | −2,2         | 67           | 83      | −11     |
|                                                                             | CSU                  | 2.788.048   | 6,0         | −1,0        | 45          | 2.402.827    | 5,2          | −1,0         | –            | 45      | −1      |
|                                                                             | Die Linke            | 2.286.070   | 4,9         | −3,6        | 3           | 2.255.864    | 4,9          | −4,3         | 36           | 39      | −30     |
|                                                                             | Freie Wähler         | 1.332.710   | 2,9         | +1,6        | –           | 1.125.667    | 2,4          | +1,4         | –            | –       | –       |
|                                                                             | Tierschutzpartei     | 160.865     | 0,3         | +0,3        | –           | 673.669      | 1,5          | +0,7         | –            | –       | –       |
|                                                                             | dieBasis             | 732.620     | 1,6         | +1,6        | –           | 630.153      | 1,4          | +1,4         | –            | –       | –       |
|                                                                             | Die PARTEI           | 540.170     | 1,2         | +0,6        | –           | 460.431      | 1,0          | ±0,0         | –            | –       | –       |
|                                                                             | Team Todenhöfer      | 5.422       | 0,0         | ±0,0        | –           | 211.854      | 0,5          | +0,5         | –            | –       | –       |
|                                                                             | Piraten              | 60.548      | 0,1         | −0,1        | –           | 169.587      | 0,4          | ±0,0         | –            | –       | –       |
|                                                                             | Volt                 | 77.594      | 0,2         | +0,2        | –           | 164.300      | 0,4          | +0,4         | –            | –       | –       |
|                                                                             | ÖDP                  | 152.542     | 0,3         | ±0,0        | –           | 112.129      | 0,2          | −0,1         | –            | –       | –       |
|                                                                             | NPD                  | 1.090       | 0,0         | −0,1        | –           | 64.360       | 0,1          | −0,2         | –            | –       | –       |
|                                                                             | SSW                  | 35.027      | 0,1         | +0,1        | –           | 55.578       | 0,1          | +0,1         | 1            | 1       | +1      |
|                                                                             | Gesundheitsforschung | 2.171       | 0,0         | ±0,0        | –           | 48.496       | 0,1          | +0,1         | –            | –       | –       |
|                                                                             | Die Humanisten       | 12.672      | 0,0         | ±0,0        | –           | 47.524       | 0,1          | +0,1         | –            | –       | –       |
|                                                                             | Bündnis C            | 6.222       | 0,0         | ±0,0        | –           | 39.868       | 0,1          | +0,1         | –            | –       | –       |
|                                                                             | BP                   | 36.748      | 0,1         | −0,1        | –           | 32.790       | 0,1          | −0,1         | –            | –       | –       |
|                                                                             | V-Partei³            | 10.644      | 0,0         | ±0,0        | –           | 31.763       | 0,1          | −0,1         | –            | –       | –       |
|                                                                             | Unabhängige          | 13.421      | 0,0         | ±0,0        | –           | 22.736       | 0,0          | ±0,0         | –            | –       | –       |
|                                                                             | MLPD                 | 22.535      | 0,0         | ±0,0        | –           | 17.820       | 0,0          | ±0,0         | –            | –       | –       |
|                                                                             | du.                  | 1.890       | 0,0         | ±0,0        | –           | 17.738       | 0,0          | ±0,0         | –            | –       | –       |
|                                                                             | Die Grauen           | 1.962       | 0,0         | ±0,0        | –           | 17.304       | 0,0          | ±0,0         | –            | –       | –       |
|                                                                             | DKP                  | 5.446       | 0,0         | ±0,0        | –           | 14.957       | 0,0          | ±0,0         | –            | –       | –       |
|                                                                             | Tierschutzallianz    | 7.371       | 0,0         | ±0,0        | –           | 13.672       | 0,0          | ±0,0         | –            | –       | –       |
|                                                                             | LIEBE                | 873         | 0,0         | ±0,0        | –           | 12.967       | 0,0          | ±0,0         | –            | –       | –       |
|                                                                             | LKR                  | 11.005      | 0,0         | ±0,0        | –           | 11.328       | 0,0          | ±0,0         | –            | –       | –       |
|                                                                             | LfK                  | –           | –           | –           | –           | 9.189        | 0,0          | ±0,0         | –            | –       | –       |
|                                                                             | III. Weg             | 515         | 0,0         | ±0,0        | –           | 7.832        | 0,0          | ±0,0         | –            | –       | –       |
|                                                                             | Gartenpartei         | 2.095       | 0,0         | ±0,0        | –           | 7.611        | 0,0          | ±0,0         | –            | –       | –       |
|                                                                             | BÜRGERBEWEGUNG       | 1.556       | 0,0         | ±0,0        | –           | 7.491        | 0,0          | ±0,0         | –            | –       | –       |
|                                                                             | DiB                  | 2.609       | 0,0         | ±0,0        | –           | 7.184        | 0,0          | −0,1         | –            | –       | –       |
|                                                                             | Menschliche Welt     | 652         | 0,0         | ±0,0        | –           | 3.786        | 0,0          | ±0,0         | –            | –       | –       |
|                                                                             | BÜNDNIS21            | 372         | 0,0         | ±0,0        | –           | 3.488        | 0,0          | ±0,0         | –            | –       | –       |
|                                                                             | PdF                  | –           | –           | –           | –           | 3.228        | 0,0          | ±0,0         | –            | –       | –       |
|                                                                             | SGP                  | –           | –           | –           | –           | 1.399        | 0,0          | ±0,0         | –            | –       | –       |
|                                                                             | BüSo                 | 811         | 0,0         | ±0,0        | –           | 665          | 0,0          | ±0,0         | –            | –       | –       |
|                                                                             | KlimalisteBW         | 3.967       | 0,0         | ±0,0        | –           | –            | –            | –            | –            | –       | –       |
|                                                                             | Familie              | 1.817       | 0,0         | ±0,0        | –           | –            | –            | –            | –            | –       | –       |
|                                                                             | Volksabstimmung      | 1.086       | 0,0         | ±0,0        | –           | –            | –            | –            | –            | –       | –       |
|                                                                             | Graue Panther        | 961         | 0,0         | ±0,0        | –           | –            | –            | –            | –            | –       | –       |
|                                                                             | THP                  | 549         | 0,0         | ±0,0        | –           | –            | –            | –            | –            | –       | –       |
|                                                                             | sonstige             | 251         | 0,0         | ±0,0        | –           | –            | –            | –            | –            | –       | –       |
|                                                                             | B*                   | 192         | 0,0         | ±0,0        | –           | –            | –            | –            | –            | –       | –       |
|                                                                             | Übrige               | 110.874     | 0,2         | ±0,0        | –           | –            | –            | −0,4         | –            | –       | –       |
| Gesamt                                                                      | Gesamt               | 46.218.860  | 100         |             | 299         | 46.298.387   | 100          |              | 436          | 735     | +26     |
|                                                                             |                      |             |             |             |             |              |              |              |              |         |         |
| Ungültige Stimmen                                                           | Ungültige Stimmen    | 488.483     | 1,0         | −0,2        |             | 408.956      | 0,9          | −0,1         |              |         |         |
| Wähler                                                                      | Wähler               | 46.707.343  | 76,4        | +0,2        |             | 46.707.343   | 76,4         | +0,2         |              |         |         |
| Wahlberechtigte                                                             | Wahlberechtigte      | 61.172.771  |             |             |             | 61.172.771   |              |              |              |         |         |
|                                                                             |                      |             |             |             |             |              |              |              |              |         |         |
| Quellen: Die Bundeswahlleiterin, Ergebnis (am 11.02.2024) – Ergebnis (2021) |                      |             |             |             |             |              |              |              |              |         |         |

### Ergebnisse nach Bundesländern
Eingefärbt ist jeweils, auf welche Partei der höchste Erst- bzw. Zweitstimmenanteil des Bundeslandes entfiel.
| Bundesland             | Wahl- berechtigte | Wähler     | Wahl- beteiligung | SPD  | SPD   | CDU/CSU | CDU/CSU | Grüne | Grüne | FDP  | FDP   | AfD  | AfD   | Linke | Linke |
| Bundesland             | Wahl- berechtigte | Wähler     | Wahl- beteiligung | Erst | Zweit | Erst    | Zweit   | Erst  | Zweit | Erst | Zweit | Erst | Zweit | Erst  | Zweit |
| ---------------------- | ----------------- | ---------- | ----------------- | ---- | ----- | ------- | ------- | ----- | ----- | ---- | ----- | ---- | ----- | ----- | ----- |
| Baden-Württemberg      | 07.711.531        | 05.997.317 | 77,8              | 21,0 | 21,6  | 29,7    | 24,8    | 17,8  | 17,2  | 12,0 | 15,3  | 9,4  | 9,6   | 3,0   | 3,3   |
| Bayern                 | 09.517.664        | 07.608.980 | 79,9              | 17,4 | 18,0  | 36,9    | 31,7    | 13,6  | 14,1  | 7,7  | 10,5  | 8,4  | 9,0   | 2,5   | 2,8   |
| Berlin                 | 02.468.919        | 01.709.738 | 69,5              | 22,9 | 23,4  | 18,9    | 15,9    | 20,9  | 22,4  | 7,1  | 9,1   | 8,1  | 8,4   | 14,3  | 11,4  |
| Brandenburg            | 02.048.844        | 01.549.464 | 75,6              | 28,7 | 29,5  | 18,6    | 15,3    | 7,9   | 9,0   | 7,9  | 9,0   | 18,3 | 18,1  | 9,3   | 8,5   |
| Bremen                 | 00.459.749        | 00.330.431 | 71,9              | 33,2 | 31,5  | 20,8    | 17,2    | 18,5  | 20,9  | 6,8  | 9,3   | 6,6  | 6,9   | 7,9   | 7,7   |
| Hamburg                | 01.298.792        | 01.011.044 | 77,8              | 33,4 | 29,7  | 17,9    | 15,4    | 23,7  | 24,9  | 8,4  | 11,4  | 5,0  | 5,0   | 7,2   | 6,7   |
| Hessen                 | 04.383.047        | 03.340.639 | 76,2              | 30,3 | 27,6  | 27,6    | 22,8    | 14,6  | 15,8  | 9,6  | 12,8  | 8,7  | 8,8   | 4,0   | 4,3   |
| Mecklenburg-Vorpommern | 01.314.435        | 00.935.040 | 71,1              | 28,5 | 29,1  | 19,7    | 17,4    | 6,8   | 7,8   | 7,2  | 8,2   | 18,5 | 18,0  | 12,6  | 11,1  |
| Niedersachsen          | 06.105.381        | 04.563.142 | 74,7              | 35,5 | 33,1  | 29,3    | 24,2    | 14,3  | 16,1  | 7,7  | 10,5  | 6,5  | 7,4   | 3,2   | 3,3   |
| Nordrhein-Westfalen    | 13.040.267        | 09.960.984 | 76,4              | 31,1 | 29,1  | 30,1    | 26,0    | 15,2  | 16,1  | 8,6  | 11,4  | 7,1  | 7,3   | 3,2   | 3,7   |
| Rheinland-Pfalz        | 03.053.335        | 02.357.021 | 77,2              | 30,0 | 29,4  | 29,5    | 24,7    | 10,6  | 12,6  | 8,3  | 11,7  | 8,8  | 9,2   | 3,6   | 3,3   |
| Saarland               | 00.755.223        | 00.583.963 | 77,3              | 36,4 | 37,3  | 27,8    | 23,6    | 5,4   | –     | 8,2  | 11,5  | 9,8  | 10,0  | 5,3   | 7,2   |
| Sachsen                | 03.253.667        | 02.488.954 | 76,5              | 16,7 | 19,3  | 22,2    | 17,2    | 7,0   | 8,6   | 8,9  | 11,0  | 25,7 | 24,6  | 11,5  | 9,3   |
| Sachsen-Anhalt         | 01.789.775        | 01.214.761 | 67,9              | 24,4 | 25,4  | 24,9    | 21,0    | 5,4   | 6,5   | 8,0  | 9,5   | 20,2 | 19,6  | 10,6  | 9,6   |
| Schleswig-Holstein     | 02.272.717        | 01.776.145 | 78,2              | 30,1 | 28,0  | 26,5    | 22,0    | 17,9  | 18,3  | 9,5  | 12,5  | 6,5  | 6,8   | 3,2   | 3,6   |
| Thüringen              | 01.707.726        | 01.279.720 | 74,9              | 23,7 | 23,4  | 20,9    | 16,9    | 5,4   | 6,6   | 7,0  | 9,0   | 23,7 | 24,0  | 12,3  | 11,4  |

Der Südschleswigsche Wählerverband (SSW) erhielt in Schleswig-Holstein 2,0 % der Erst- und 3,2 % der Zweitstimmen. Die Freien Wähler erreichten ihr bestes Ergebnis in Bayern mit 7,8 % der Erst- sowie 7,5 % der Zweitstimmen.

### Ergebnisse nach Wahlkreisen
- Erststimmenmehrheiten in den Wahlkreisen
  - SPD: 121
  - CDU: 98
  - CSU: 45
  - AfD: 16
  - Grüne: 16
  - Linke: 3
- Zweitstimmenmehrheiten in den Wahlkreisen
  - SPD: 150 (151)
  - CDU: 64 (63)
  - CSU: 43
  - Grüne: 25
  - AfD: 17
In Klammern: Ergebnis der Hauptwahl 2021

Erststimmenmehrheiten in den Wahlkreisen SPD: 121 CDU: 98 CSU: 45 AfD: 16 Grüne: 16 Linke: 3
Zweitstimmenmehrheiten in den Wahlkreisen SPD: 150 (151) CDU: 64 (63) CSU: 43 Grüne: 25 AfD: 17In Klammern: Ergebnis der Hauptwahl 2021
Wahlbeteiligung in den Wahlkreisen

### Zweitstimmenanteil der Parteien nach Wahlkreisen

Gewinne und Verluste der Zweitstimmen zur letzten Bundestagswahl 2017, auf Ebene der Wahlkreise.

Die folgenden Karten zeigen, mit welchem Ergebnis die Parteien mit mindestens einem Prozent Stimmenanteil in den einzelnen Wahlkreisen abgeschnitten haben.

Sozialdemokratische Partei Deutschlands
Christlich Demokratische Union Deutschlands Christlich-Soziale Union in Bayern
Bündnis 90/Die Grünen
Freie Demokratische Partei
Alternative für Deutschland
Die Linke
Freie Wähler
Partei Mensch Umwelt Tierschutz
Basisdemokratische Partei Deutschlands

## Unregelmäßigkeiten in Berlin und teilweise Wahlwiederholung

### Hintergründe

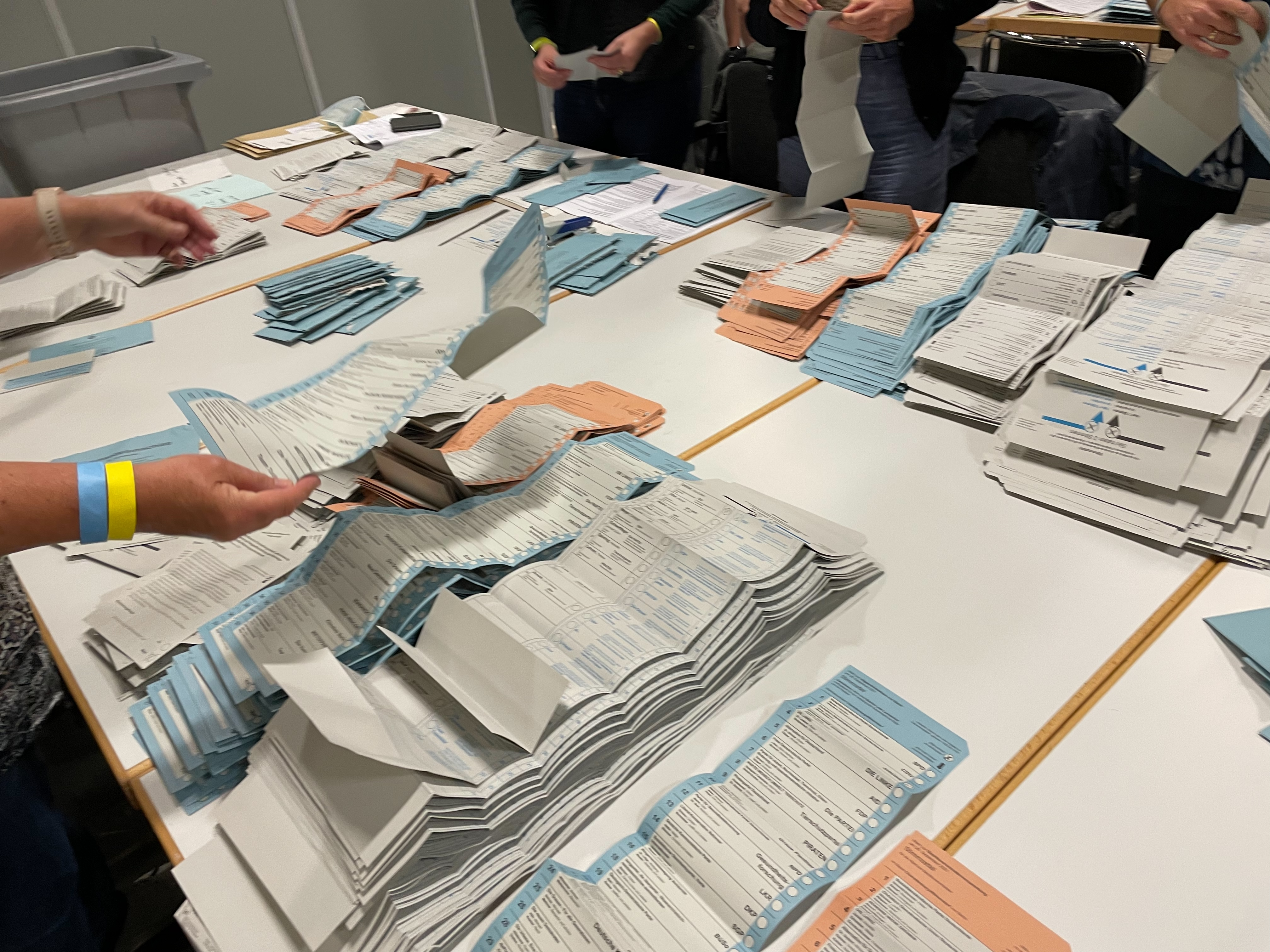
Auszählung der Stimmzettel der Briefwahl des Wahlkreises Berlin-Charlottenburg – Wilmersdorf (2021)

In Berlin, wo zugleich mit der Bundestagswahl auch die Wahl zum Abgeordnetenhaus und zu den Bezirksverordnetenversammlungen sowie die Abstimmung über den Volksentscheid Deutsche Wohnen & Co. enteignen durchgeführt wurden, kam es zu zahlreichen Unregelmäßigkeiten. Bundeswahlleiter Georg Thiel sah sich zur Berichtanforderung bei Landeswahlleiterin Petra Michaelis veranlasst.
In einigen Wahllokalen fehlten Stimmzettel bzw. gingen aus und konnten wegen Sperrungen und Staus aufgrund des am selben Tag stattfindenden Berlin-Marathons nicht rechtzeitig nachgeliefert werden. Auch wurden Stimmzettel (von denen es 115 Varianten gab) und Briefwahlunterlagen vertauscht. Viele Stimmen wurden erst lange nach offiziellem Ende der Wahl um 18 Uhr abgegeben; die letzten nach 20 Uhr, als das Ergebnis bereits prognostiziert wurde. Mindestens eines der 2256 Wahllokale in Berlin schloss vorzeitig wegen fehlender Unterlagen.
In einigen Lokalen konnten auch Minderjährige und EU-Ausländer bei der Briefwahl unberechtigt abstimmen. In einer zweistelligen Zahl von Wahllokalen gab es Probleme bei der Wahlorganisation. Michaelis erklärte, dass genug Stimmzettel gedruckt worden und die Bezirke für die Verteilung der Wahlunterlagen zuständig seien. In mindestens 16 Berliner Wahlbezirken stimmten grundlegende Wahldaten nicht überein (darunter unmögliche Wahlbeteiligungen von über 100 %).
Am 29. September 2021 trat Michaelis von ihrem Amt zurück.
Am 19. November 2021 legte der Bundeswahlleiter beim Bundestag wegen Unregelmäßigkeiten bei der Wahl in Berlin Einspruch gegen die Gültigkeit der Wahl zum 20. Deutschen Bundestag in sechs Berliner Wahlkreisen ein. Der Bundeswahlleiter äußerte, die Vorkommnisse in jenen Wahlkreisen hätten wahlrechtliche Vorschriften verletzt und stellten deshalb Wahlfehler dar, die unter anderem den Grundsatz der Allgemeinheit der Wahl nach Artikel 38 Absatz 1 Satz 1 des Grundgesetzes beeinträchtigt hätten. Die aufgetretenen Wahlfehler könnten mandatsrelevant gewesen sein. Es könne nicht ausgeschlossen werden, dass sich ohne diese Vorkommnisse eine andere Sitzverteilung des Deutschen Bundestages ergeben hätte. Der Bundeswahlleiter hat zur Prüfung der Vorfälle einen Bericht der Berliner Landeswahlleiterin angefordert und „darum gebeten, möglichst frühzeitig umfassende Maßnahmen zu ergreifen, um in Zukunft Wahlfehler zu vermeiden.“
Im Mai 2022 forderte Thiel vor dem Wahlprüfungsausschuss des Deutschen Bundestages eine teilweise Wahlwiederholung in Berlin. Am 10. November 2022 beschloss der Bundestag aufgrund von 1713 Wahleinsprüchen, die Abstimmung in 431 von 2256 Wahlbezirken wiederholen zu lassen. Aufgrund einer Wahlprüfungsbeschwerde der CDU/CSU-Bundestagsfraktion, die beim Bundesverfassungsgericht eine umfangreichere Wiederholung forderte, wurde jedoch zunächst kein Termin festgelegt. Das Bundesverfassungsgericht urteilte am 19. Dezember 2023, dass die Wahl in 455 der Berliner Wahlbezirke zu wiederholen sei.

### Teilwiederholungswahl am 11. Februar 2024

Von der Teilwiederholung betroffene Wahlbezirke in Berlin

Am 11. Februar 2024 wurde in 455 der 2256 Berliner Wahlbezirken die Wahl wiederholt. Dort erreichten bei der Wiederholungswahl die Grünen 27,6 % (+0,5 %), die CDU 20,6 % (+6,9 %), die SPD 14,6 % (−6,8 %), Linke (+0,7 %) und AfD (+5,6 %) je 12,6 % sowie die FDP 3,3 % (−5,8 %). Nach dem vorläufigen Endergebnis beträgt die Wahlbeteiligung in Berlin nunmehr 69,5 % (2021 75,2 %). Die drei Ampelparteien verloren im Gesamtergebnis (alte plus neue Teilergebnisse aufsummiert) im Vergleich zu 2021 (bei den Zweitstimmen SPD −1,2 %, Grüne −0,3 % und FDP −0,9 %); CDU (+1,3 %) und AfD (+1,0 %) gewannen hinzu, ebenso die Linke (+0,1 %). Wegen der Stimmenverluste und der geringeren Wahlbeteiligung verlor die FDP ein Ausgleichsmandat im Bundestag, der sich somit auf 735 Abgeordnete verkleinerte, drei weitere Ausgleichsmandate gingen anstatt nach Berlin an andere Landesverbände von SPD, Grünen und Linken. Im Ergebnis auf Bundesebene, das nun eine um 0,2 % auf 76,4 % verringerte Wahlbeteiligung aufweist, bedeutet die Wiederholungswahl für CDU/CSU und AfD einen Zugewinn von 0,1 %, für Grüne und FDP einen Abschlag von 0,1 %.

## Politische Konsequenzen
Da die SPD-Fraktion aufgrund des Wahlausgangs die Union-Fraktion als stärkste Gruppierung im Bundestag ablöste, verlor Wolfgang Schäuble (1942–2023) sein Amt des Bundestagspräsidenten, er eröffnete jedoch als dienstältester Abgeordneter und damit gemäß Änderung von 2017 als Alterspräsident die konstituierende Sitzung des 20. Deutschen Bundestages, die am 26. Oktober 2021 stattfand. In dieser wurde Bärbel Bas (SPD) zu seiner Nachfolgerin gewählt. Damit war Bas nach Annemarie Renger (SPD) und Rita Süssmuth (CDU) die dritte Frau, die das zweithöchste politische Amt in Deutschland ausübte. Wie bereits in der gesamten vorherigen Legislaturperiode wurde kein AfD-Vertreter in das Präsidium gewählt.
Der unterlegene Kanzlerkandidat der Union Armin Laschet kündigte seinen Rückzug als CDU-Chef an und machte den Weg für eine neue CDU-Führung frei. 
Am 9. Oktober 2021 teilten Bundesverteidigungsministerin Annegret Kramp-Karrenbauer und Bundeswirtschaftsminister Peter Altmaier mit, auf ihr jeweiliges Bundestagsmandat zu verzichten, damit die jüngeren Bundestagsabgeordneten Nadine Schön und Markus Uhl, die den Wiedereinzug in den neuen Bundestag ursprünglich verpasst hatten, als Listenplatz-Nachrücker im Bundestag bleiben können.

## Regierungsbildung
| In Betracht gezogene Koalitionen  | Sitze |
| --------------------------------- | ----- |
| Sitze gesamt                      | 736   |
| Absolute Mehrheit (ab 369 Sitzen) |       |
| SPD, Grüne, FDP                   | 416   |
| Union, Grüne, FDP                 | 407   |
| SPD, Union                        | 403   |
| Keine Mehrheit (unter 369 Sitzen) |       |
| SPD, Grüne, Linke                 | 363   |

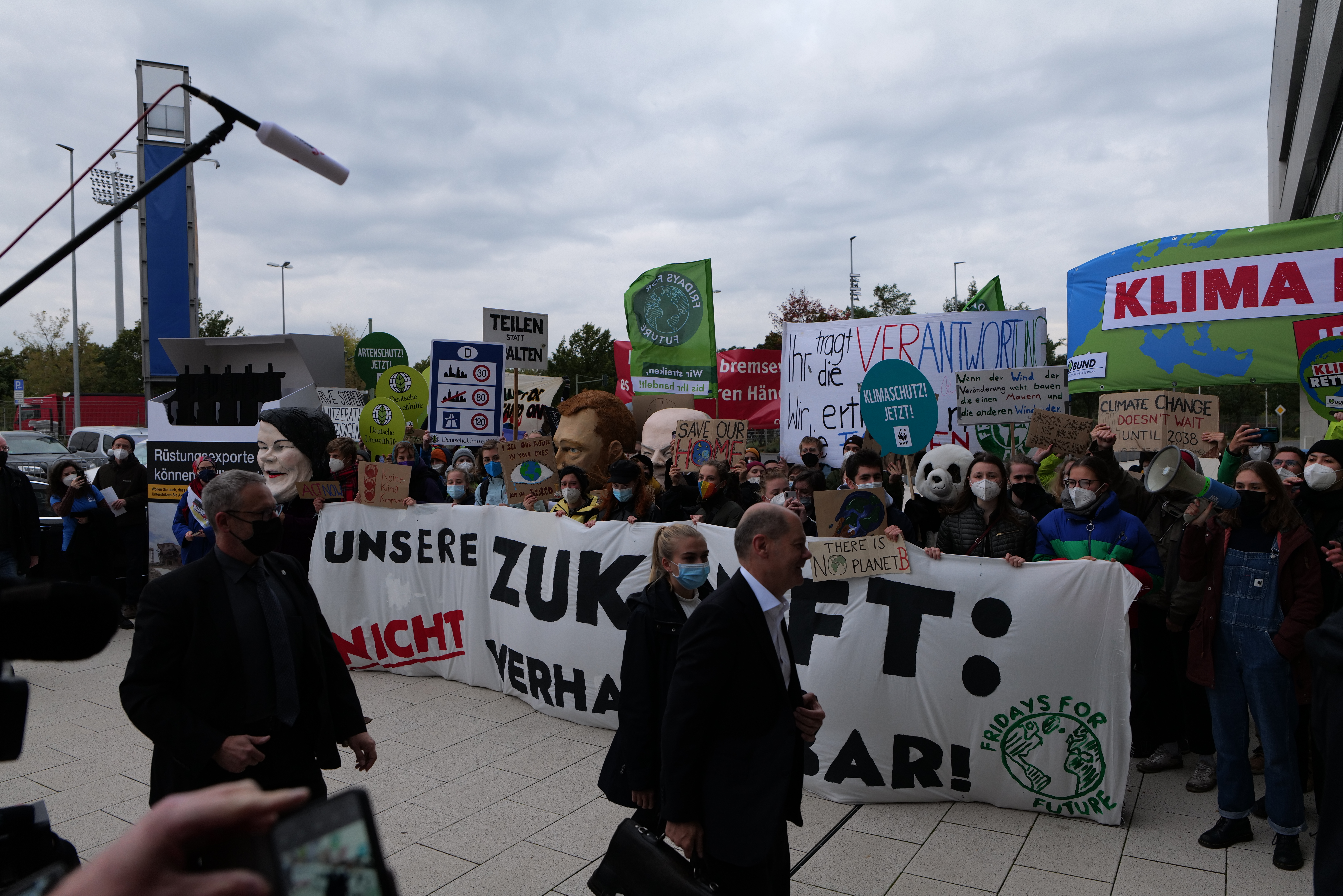
Olaf Scholz am letzten Tag der Sondierungsgespräche für eine Ampel. Im Hintergrund eine Kundgebung von Fridays for Future, des BUND und der Deutschen Umwelthilfe.

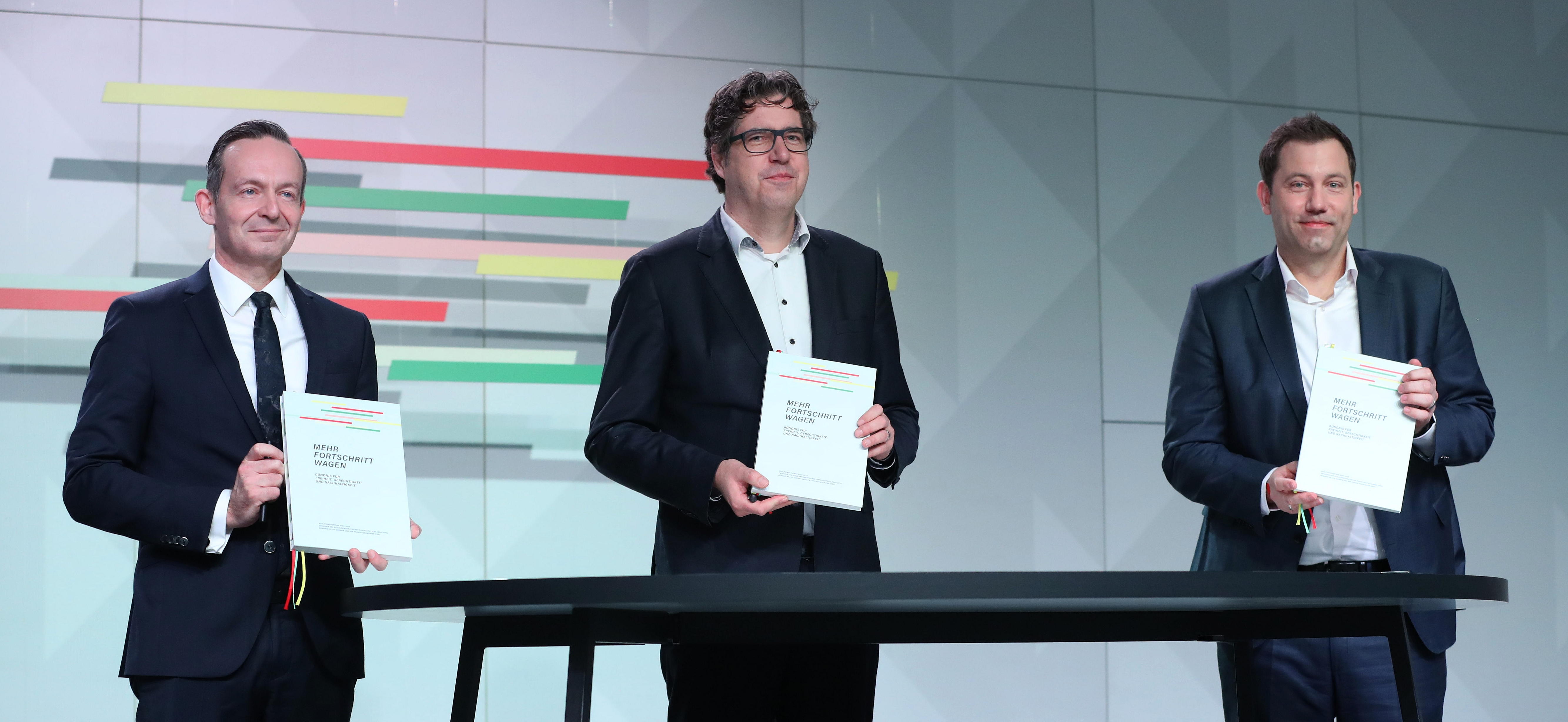
Die Generalsekretäre Wissing (FDP), Kellner (Bündnis 90/Die Grünen) und Klingbeil (SPD) mit dem unterzeichneten Koalitionsvertrag im Dezember 2021

Außer einer Fortführung der seit 2013 amtierenden Großen Koalition aus CDU/CSU und SPD ließ sich aus dem Wahlergebnis keine Möglichkeit für eine von zwei Fraktionen gestützte Regierung ableiten. Von den drei programmatisch realistischen Dreierkoalitionen fehlte einem Linksbündnis aus SPD, Grünen und der Linken die parlamentarische Mehrheit. Zunächst wurden sowohl eine SPD-geführte Ampel- als auch eine Jamaika-Koalition unter CDU-Kanzlerschaft mit jeweils Grünen und FDP als Partnern in bilateralen Gesprächen sondiert. Am 6. Oktober 2021 vereinbarten SPD, Grüne und FDP einen weiteren Austausch zu dritt. Sondierungen mit der Union fanden danach nicht mehr statt.
Vor dem Hintergrund der massiven Stimmenverluste der Union und des Erstarkens der SPD reklamierte Kanzlerkandidat Olaf Scholz noch am Wahlabend einen Regierungsanspruch für sich, später auch mit Verweis auf seine weit über denen der Konkurrenz liegenden Beliebtheitswerte. Zwar gestand die Union ihre historische Niederlage ein, schloss aber nicht aus, selbst eine Regierung mit Grünen und FDP zu bilden. Da die Jamaika-Parteien zusammen auf eine ähnlich große Mehrheit wie die Ampel kämen, hätten laut CDU-Chef Armin Laschet weder SPD noch Union einen eindeutigen Regierungsauftrag erhalten.
Grüne und FDP verständigten sich darauf, zunächst zu zweit miteinander zu sondieren, dabei bereits Gemeinsamkeiten und Brücken für Trennendes zu suchen und erst im Anschluss auf die Gesprächsangebote der beiden großen potenziellen Partner einzugehen. Von politischen Beobachtern wurde dieser einmalige Vorgang als strategisch klug bewertet, da die einzeln betrachtet kleineren Partner sich so gewissermaßen zusammenschließen und gemeinsam als „Königsmacher“ dem größten Koalitionspartner auf Augenhöhe begegnen konnten.
Nach dem Abschluss der Sondierungen am 15. Oktober 2021 empfahlen die an der Sondierung Beteiligten ihren Parteien, Verhandlungen für eine Ampel-Koalition aufzunehmen. Sie veröffentlichten ein 12-seitiges Dokument mit den Ergebnissen der vorangegangenen Sondierungsgespräche. Gremien der drei Parteien stimmten daraufhin jeweils einer Aufnahme von Koalitionsverhandlungen zu.
Am 24. November 2021 gaben SPD, Grüne und FDP bekannt, sich auf einen Koalitionsvertrag für eine gemeinsame Bundesregierung geeinigt zu haben, und veröffentlichten diesen.
Über den Koalitionsvertrag und damit über die Möglichkeit der Regierungsbildung entschieden Delegierte der SPD (am 4. Dezember) und FDP (am 5. Dezember) auf gesonderten Parteitagen, während Bündnis 90/Die Grünen eine Mitgliederbefragung bis zum 6. Dezember diesbezüglich durchführten. Bei der SPD stimmten 98,8 % der Delegierten für den Vertrag, bei der FDP 92 %. Die Urabstimmung der Grünen endete mit 86 % Zustimmung für den Vertrag. Am Folgetag unterschrieben die Parteien den Koalitionsvertrag.
Der Bundestag wählte Olaf Scholz am 8. Dezember 2021 mit 395 Stimmen, einer Mehrheit seiner 736 Mitglieder, bei 303 Gegenstimmen zum Bundeskanzler. Am selben Tag wurden er und die von ihm vorgeschlagenen Minister vom Bundespräsidenten Frank-Walter Steinmeier ernannt und vor dem Bundestag vereidigt.

## Rücktritte und Fraktionsaustritte
Die AfD-Bundestagsfraktion nahm Matthias Helferich nicht auf. Am 30. Dezember 2021 wurde bekannt, dass Uwe Witt und Johannes Huber die AfD-Bundestagsfraktion und die Partei AfD verlassen haben. (Witt schloss sich im Januar 2022 der Zentrumspartei an, aus der er im August desselben Jahres allerdings wieder austrat.) 2022 gab es zwei weitere Austritte, Robert Farle und Joana Cotar (siehe AfD-Fraktion im Deutschen Bundestag). Corinna Miazga verstarb 2023. 2024 traten zunächst im März Thomas Seitz und im Oktober Dirk Spaniel aus Fraktion und Partei aus.
Am 10. Oktober 2023 wechselte Thomas Lutze von der Linksfraktion zur SPD. Die Fraktion der Partei Die Linke wurde am 6. Dezember 2023 aufgelöst, nachdem 10 Fraktionsmitglieder aus der Partei ausgetreten waren. Es entstanden zwei Gruppen, die am 2. Februar 2024 durch den Bundestag anerkannt wurden: Die Linke mit 28 Mitgliedern und Bündnis Sahra Wagenknecht mit 10 Mitgliedern.
Am 1. Juli 2024 wechselte Melis Sekmen von der Fraktion Bündnis 90/Die Grünen zur Fraktion der CDU/CSU.
Im Zuge des Bruchs der Ampelkoalition in Deutschland 2024 verließ Verkehrsminister Volker Wissing die Fraktion der FDP.

## Dokumentarfilm
- Stephan Lamby: Wege zur Macht. Deutschlands Entscheidungsjahr. Langzeitbeobachtung der Kanzlerkandidaten im Wahlkampf. In der ARD-Mediathek seit 19. September 2021, in Das Erste am 20. September 2021.